# Mistrzostwa Kanady w łyżwiarstwie figurowym

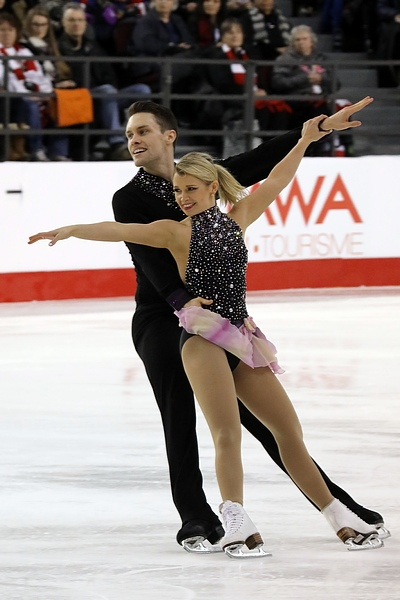
Para sportowa Kirsten Moore-Towers i Michael Marinaro, trzykrotni mistrzowie Kanady (2019, 2020, 2022) podczas mistrzostw w 2017 roku

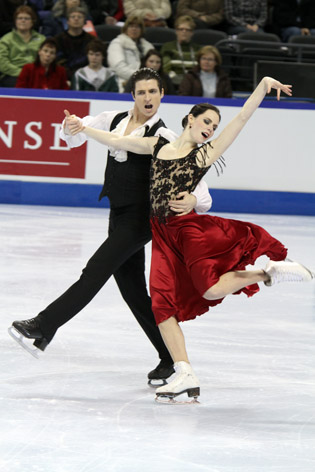
Para taneczna Tessa Virtue i Scott Moir, ośmiokrotni mistrzowie Kanady (2008–2010, 2012–2014, 2017, 2018) podczas mistrzostw w 2010 roku

Mistrzostwa Kanady w łyżwiarstwie figurowym (fr. Championnats du Canada de patinage artistique) – krajowe zawody mistrzowskie w Kanadzie w łyżwiarstwie figurowym organizowane przez kanadyjską federację łyżwiarską Skate Canada. Medale są przyznawane w konkurencji solistów, solistek, par sportowych i tanecznych w kategorii seniorów, juniorów (ang. Junior) i juniorów młodszych (ang. Novice).
Osiągnięte rezultaty na zawodach krajowych determinują skład reprezentacji Kanady na Zimowe Igrzyska Olimpijskie, mistrzostwa świata, mistrzostwa świata juniorów i mistrzostwa czterech kontynentów.

## Medaliści w kategorii seniorów

### Soliści (S)
| Rok                                                          | Miejsce         | Złoto                | Srebro               | Brąz                 | Źr.    |
| ------------------------------------------------------------ | --------------- | -------------------- | -------------------- | -------------------- | ------ |
| 1905                                                         | NO              | Ormond B. Haycock    | NO                   | NO                   | [ 1 ]  |
| 1906                                                         | NO              | Ormond B. Haycock    | NO                   | NO                   | [ 1 ]  |
| Zawody nie odbyły się w 1907 roku (pożar lodowiska Minto SC) |                 |                      |                      |                      | [ 1 ]  |
| 1908                                                         | NO              | Ormond B. Haycock    | NO                   | NO                   | [ 1 ]  |
| Zawody nie odbyły się w 1909 roku                            |                 |                      |                      |                      | [ 1 ]  |
| 1910                                                         | NO              | Douglas H. Nelles    | NO                   | NO                   | [ 1 ]  |
| 1911                                                         | NO              | Ormond B. Haycock    | J. Cecil McDougall   | NO                   | [ 1 ]  |
| 1912                                                         | NO              | Douglas H. Nelles    | NO                   | NO                   | [ 1 ]  |
| 1913                                                         | NO              | Philip Chrysler      | Norman Scott         | NO                   | [ 1 ]  |
| 1914                                                         | NO              | Norman Scott         | Philip Chrysler      | NO                   | [ 1 ]  |
| Zawody nie odbyły się w latach 1915–1919 (I wojna światowa)  |                 |                      |                      |                      | [ 1 ]  |
| 1920                                                         | NO              | Norman Scott         | Duncan Hodgson       | Melville Rogers      | [ 1 ]  |
| 1921                                                         | NO              | Duncan Hodgson       | John Machado         | Melville Rogers      | [ 1 ]  |
| 1922                                                         | Ottawa          | Duncan Hodgson       | Melville Rogers      | John Machado         | [ 1 ]  |
| 1923                                                         | NO              | Melville Rogers      | John Machado         | Norman Gregory       | [ 1 ]  |
| 1924                                                         | NO              | John Machado         | Montgomery Wilson    | Norman Gregory       | [ 1 ]  |
| 1925                                                         | NO              | Melville Rogers      | John Machado         | Montgomery Wilson    | [ 1 ]  |
| 1926                                                         | NO              | Melville Rogers      | Montgomery Wilson    | NO                   | [ 1 ]  |
| 1927                                                         | NO              | Melville Rogers      | Montgomery Wilson    | Jack Eastwood        | [ 1 ]  |
| 1928                                                         | NO              | Melville Rogers      | NO                   | NO                   | [ 1 ]  |
| 1929                                                         | NO              | Montgomery Wilson    | Stewart Reburn       | Jack Eastwood        | [ 1 ]  |
| 1930                                                         | NO              | Montgomery Wilson    | Lewis Elkin          | NO                   | [ 1 ]  |
| 1931                                                         | NO              | Montgomery Wilson    | Stewart Reburn       | Lewis Elkin          | [ 1 ]  |
| 1932                                                         | NO              | Montgomery Wilson    | Guy Owen             | Hubert Sprott        | [ 1 ]  |
| 1933                                                         | NO              | Montgomery Wilson    | Guy Owen             | Rupert Whitehead     | [ 1 ]  |
| 1934                                                         | NO              | Montgomery Wilson    | Guy Owen             | Rupert Whitehead     | [ 1 ]  |
| 1935                                                         | NO              | Montgomery Wilson    | Osborne Colson       | Guy Owen             | [ 1 ]  |
| 1936                                                         | NO              | Osborne Colson       | Wingate Snaith       | Philip Lee           | [ 1 ]  |
| 1937                                                         | NO              | Osborne Colson       | Wingate Snaith       | Ralph McCreath       | [ 1 ]  |
| 1938                                                         | NO              | Montgomery Wilson    | Ralph McCreath       | Wingate Snaith       | [ 1 ]  |
| 1939                                                         | NO              | Montgomery Wilson    | Ralph McCreath       | Jack Vigeon          | [ 1 ]  |
| 1940                                                         | Ottawa          | Ralph McCreath       | Donald Gilchrist     | Wingate Snaith       | [ 1 ]  |
| 1941                                                         | Montreal        | Ralph McCreath       | Donald Gilchrist     | Jack Vigeon          | [ 1 ]  |
| 1942                                                         | Winnipeg        | Michael Kirby        | Donald Gilchrist     | NO                   | [ 1 ]  |
| Zawody nie odbyły się w 1943 roku (II wojna światowa)        |                 |                      |                      |                      | [ 1 ]  |
| 1944                                                         | Toronto         | NO                   | NO                   | NO                   | [ 1 ]  |
| 1945                                                         | Toronto         | Nigel Stephens       | Frank Sellers        | NO                   | [ 1 ]  |
| 1946                                                         | Toronto         | Ralph McCreath       | Norris Bowden        | Roger Wickson        | [ 1 ]  |
| 1947                                                         | Toronto         | Norris Bowden        | Wallace Diestelmeyer | Gerrard Blair        | [ 1 ]  |
| 1948                                                         | Calgary         | Wallace Diestelmeyer | Roger Wickson        | NO                   | [ 1 ]  |
| 1949                                                         | Ottawa          | Roger Wickson        | William Lewis        | Donald Tobin         | [ 1 ]  |
| 1950                                                         | St. Catharines  | Roger Wickson        | Donald Tobin         | William Lewis        | [ 1 ]  |
| 1951                                                         | Vancouver       | Peter Firstbrook     | Roger Wickson        | William Lewis        | [ 1 ]  |
| 1952                                                         | Oshawa          | Peter Firstbrook     | William Lewis        | Peter Dunfield       | [ 1 ]  |
| 1953                                                         | Ottawa          | Peter Firstbrook     | Charles Snelling     | Peter Dunfield       | [ 1 ]  |
| 1954                                                         | Calgary         | Charles Snelling     | Douglas Court        | Paul Tatton          | [ 1 ]  |
| 1955                                                         | Toronto         | Charles Snelling     | Douglas Court        | NO                   | [ 1 ]  |
| 1956                                                         | Galt            | Charles Snelling     | Donald Jackson       | Douglas Court        | [ 1 ]  |
| 1957                                                         | Winnipeg        | Charles Snelling     | Donald Jackson       | Edward Collins       | [ 1 ]  |
| 1958                                                         | Ottawa          | Charles Snelling     | Donald Jackson       | Edward Collins       | [ 1 ]  |
| 1959                                                         | Rouyn-Noranda   | Donald Jackson       | Edward Collins       | NO                   | [ 1 ]  |
| 1960                                                         | Regina          | Donald Jackson       | Donald McPherson     | Louis Stong          | [ 1 ]  |
| 1961                                                         | Lachine         | Donald Jackson       | Donald McPherson     | Bradley Black        | [ 1 ]  |
| 1962                                                         | Toronto         | Donald Jackson       | Donald McPherson     | Donald Knight        | [ 1 ]  |
| 1963                                                         | Edmonton        | Donald McPherson     | Donald Knight        | Bill Neale           | [ 1 ]  |
| 1964                                                         | North Bay       | Charles Snelling     | Donald Knight        | Jay Humphry          | [ 1 ]  |
| 1965                                                         | Calgary         | Donald Knight        | Charles Snelling     | Jay Humphry          | [ 1 ]  |
| 1966                                                         | Peterborough    | Donald Knight        | Charles Snelling     | Jay Humphry          | [ 1 ]  |
| 1967                                                         | Toronto         | Donald Knight        | Jay Humphry          | Charles Snelling     | [ 1 ]  |
| 1968                                                         | Vancouver       | Jay Humphry          | David McGillivray    | Steve Hutchinson     | [ 1 ]  |
| 1969                                                         | Toronto         | Jay Humphry          | David McGillivray    | Toller Cranston      | [ 1 ]  |
| 1970                                                         | Edmonton        | David McGillivray    | Toller Cranston      | Ron Shaver           | [ 1 ]  |
| 1971                                                         | Winnipeg        | Toller Cranston      | Paul Bonenfant       | Kenneth Polk         | [ 1 ]  |
| 1972                                                         | London          | Toller Cranston      | Paul Bonenfant       | Kenneth Polk         | [ 1 ]  |
| 1973                                                         | Vancouver       | Toller Cranston      | Ron Shaver           | Robert Rubens        | [ 1 ]  |
| 1974                                                         | Moncton         | Toller Cranston      | Ron Shaver           | Robert Rubens        | [ 1 ]  |
| 1975                                                         | Quebec          | Toller Cranston      | Robert Rubens        | Stan Bohonek         | [ 1 ]  |
| 1976                                                         | London          | Toller Cranston      | Ron Shaver           | Stan Bohonek         | [ 1 ]  |
| 1977                                                         | Calgary         | Ron Shaver           | Brian Pockar         | Vern Taylor          | [ 1 ]  |
| 1978                                                         | Victoria        | Brian Pockar         | Vern Taylor          | Jim Szabo            | [ 1 ]  |
| 1979                                                         | Thunder Bay     | Brian Pockar         | Vern Taylor          | Gordon Forbes        | [ 1 ]  |
| 1980                                                         | Kitchener       | Brian Pockar         | Gordon Forbes        | Gary Beacom          | [ 1 ]  |
| 1981                                                         | Halifax         | Brian Orser          | Brian Pockar         | Gordon Forbes        | [ 1 ]  |
| 1982                                                         | Brandon         | Brian Orser          | Brian Pockar         | Dennis Coi           | [ 1 ]  |
| 1983                                                         | Montreal        | Brian Orser          | Gary Beacom          | Gordon Forbes        | [ 1 ]  |
| 1984                                                         | Regina          | Brian Orser          | Gary Beacom          | Gordon Forbes        | [ 1 ]  |
| 1985                                                         | Moncton         | Brian Orser          | Neil Paterson        | Gordon Forbes        | [ 1 ]  |
| 1986                                                         | North Bay       | Brian Orser          | Neil Paterson        | Jaimee Eggleton      | [ 1 ]  |
| 1987                                                         | Ottawa          | Brian Orser          | Kurt Browning        | Michael Slipchuk     | [ 1 ]  |
| 1988                                                         | Victoria        | Brian Orser          | Kurt Browning        | Neil Paterson        | [ 1 ]  |
| 1989                                                         | Chicoutimi      | Kurt Browning        | Michael Slipchuk     | Matthew Hall         | [ 1 ]  |
| 1990                                                         | Greater Sudbury | Kurt Browning        | Elvis Stojko         | Michael Slipchuk     | [ 1 ]  |
| 1991                                                         | Saskatoon       | Kurt Browning        | Elvis Stojko         | Michael Slipchuk     | [ 1 ]  |
| 1992                                                         | Moncton         | Michael Slipchuk     | Elvis Stojko         | Sébastien Britten    | [ 1 ]  |
| 1993                                                         | Hamilton        | Kurt Browning        | Elvis Stojko         | Marcus Christensen   | [ 1 ]  |
| 1994                                                         | Edmonton        | Elvis Stojko         | Kurt Browning        | Sébastien Britten    | [ 1 ]  |
| 1995                                                         | Halifax         | Sébastien Britten    | Marcus Christensen   | Ravi Walia           | [ 1 ]  |
| 1996                                                         | Ottawa          | Elvis Stojko         | Sébastien Britten    | Marcus Christensen   | [ 1 ]  |
| 1997                                                         | Vancouver       | Elvis Stojko         | Jeff Langdon         | Sébastien Britten    | [ 1 ]  |
| 1998                                                         | Hamilton        | Elvis Stojko         | Emanuel Sandhu       | Jeff Langdon         | [ 1 ]  |
| 1999                                                         | Ottawa          | Elvis Stojko         | Emanuel Sandhu       | Jean-Francois Hebert | [ 1 ]  |
| 2000                                                         | Calgary         | Elvis Stojko         | Emanuel Sandhu       | Ben Ferreira         | [ 1 ]  |
| 2001                                                         | Winnipeg        | Emanuel Sandhu       | Jayson Dénommée      | Ben Ferreira         | [ 1 ]  |
| 2002                                                         | Hamilton        | Elvis Stojko         | Emanuel Sandhu       | Jeffrey Buttle       | [ 1 ]  |
| 2003                                                         | Saskatoon       | Emanuel Sandhu       | Jeffrey Buttle       | Fedor Andreev        | [ 1 ]  |
| 2004                                                         | Edmonton        | Emanuel Sandhu       | Ben Ferreira         | Jeffrey Buttle       | [ 1 ]  |
| 2005                                                         | London          | Jeffrey Buttle       | Emanuel Sandhu       | Shawn Sawyer         | [ 1 ]  |
| 2006                                                         | Ottawa          | Jeffrey Buttle       | Emanuel Sandhu       | Shawn Sawyer         | [ 1 ]  |
| 2007                                                         | Halifax         | Jeffrey Buttle       | Christopher Mabee    | Emanuel Sandhu       | [ 2 ]  |
| 2008                                                         | Vancouver       | Patrick Chan         | Jeffrey Buttle       | Shawn Sawyer         | [ 2 ]  |
| 2009                                                         | Saskatoon       | Patrick Chan         | Vaughn Chipeur       | Jeremy Ten           | [ 3 ]  |
| 2010                                                         | London          | Patrick Chan         | Vaughn Chipeur       | Kevin Reynolds       | [ 4 ]  |
| 2011                                                         | Victoria        | Patrick Chan         | Shawn Sawyer         | Joey Russell         | [ 5 ]  |
| 2012                                                         | Moncton         | Patrick Chan         | Kevin Reynolds       | Jeremy Ten           | [ 6 ]  |
| 2013                                                         | Mississauga     | Patrick Chan         | Kevin Reynolds       | Andrei Rogozine      | [ 7 ]  |
| 2014                                                         | Ottawa          | Patrick Chan         | Kevin Reynolds       | Liam Firus           | [ 8 ]  |
| 2015                                                         | Kingston        | Nam Nguyen           | Jeremy Ten           | Liam Firus           | [ 9 ]  |
| 2016                                                         | Halifax         | Patrick Chan         | Liam Firus           | Kevin Reynolds       | [ 10 ] |
| 2017                                                         | Ottawa          | Patrick Chan         | Kevin Reynolds       | Nam Nguyen           | [ 11 ] |
| 2018                                                         | Vancouver       | Patrick Chan         | Keegan Messing       | Nam Nguyen           | [ 12 ] |
| 2019                                                         | Saint John      | Nam Nguyen           | Stephen Gogolev      | Keegan Messing       | [ 13 ] |
| 2020                                                         | Mississauga     | Roman Sadovsky       | Nam Nguyen           | Keegan Messing       | [ 14 ] |
| Zawody nie odbyły się w 2021 roku (Pandemia COVID-19)        |                 |                      |                      |                      |        |
| 2022                                                         | Ottawa          | Keegan Messing       | Roman Sadovsky       | Wesley Chiu          | [ 15 ] |
| 2023                                                         | Oshawa          | Keegan Messing       | Conrad Orzel         | Wesley Chiu          | [ 16 ] |
| 2024                                                         | Calgary         | Wesley Chiu          | Aleksa Rakic         | Anthony Paradis      | [ 17 ] |

### Solistki (S)
| Rok                                                          | Miejsce         | Złoto                   | Srebro             | Brąz               | Źr.    |
| ------------------------------------------------------------ | --------------- | ----------------------- | ------------------ | ------------------ | ------ |
| 1905                                                         | NO              | Anne Ewan               | NO                 | NO                 | [ 18 ] |
| 1906                                                         | NO              | Aimee Haycock           | NO                 | NO                 | [ 18 ] |
| Zawody nie odbyły się w 1907 roku (pożar lodowiska Minto SC) |                 |                         |                    |                    | [ 18 ] |
| 1908                                                         | NO              | Aimee Haycock           | NO                 | NO                 | [ 18 ] |
| Zawody nie odbyły się w 1909 roku                            |                 |                         |                    |                    | [ 18 ] |
| 1910                                                         | NO              | Iris Mudge              | NO                 | NO                 | [ 18 ] |
| 1911                                                         | NO              | Evelyn Grey             | NO                 | NO                 | [ 18 ] |
| 1912                                                         | NO              | Eleanor Kingsford       | NO                 | NO                 | [ 18 ] |
| 1913                                                         | NO              | Eleanor Kingsford       | Jeanne Chevalier   | NO                 | [ 18 ] |
| 1914                                                         | NO              | Muriel Maunsell         | Jeanne Chevalier   | NO                 | [ 18 ] |
| Zawody nie odbyły się w latach 1915–1919 (I wojna światowa)  |                 |                         |                    |                    | [ 18 ] |
| 1920                                                         | NO              | Jeanne Chevalier        | Dorothy Jenkins    | Alden Godwin       | [ 18 ] |
| 1921                                                         | NO              | Jeanne Chevalier        | Dorothy Jenkins    | Alden Godwin       | [ 18 ] |
| 1922                                                         | Ottawa          | Dorothy Jenkins         | Alden Godwin       | Mrs. John Law      | [ 18 ] |
| 1923                                                         | NO              | Dorothy Jenkins         | Cecil Smith        | Constance Wilson   | [ 18 ] |
| 1924                                                         | NO              | Constance Wilson        | Margot Barclay     | Marjorie Annable   | [ 18 ] |
| 1925                                                         | NO              | Cecil Smith             | Constance Wilson   | NO                 | [ 18 ] |
| 1926                                                         | NO              | Cecil Smith             | Constance Wilson   | Mrs. G. C. Secord  | [ 18 ] |
| 1927                                                         | NO              | Constance Wilson        | Cecil Smith        | Evelyn Darling     | [ 18 ] |
| 1928                                                         | NO              | Margot Barclay          | Marion McDougall   | Dorothy Benson     | [ 18 ] |
| 1929                                                         | NO              | Constance Wilson        | Cecil Smith        | Dorothy Benson     | [ 18 ] |
| 1930                                                         | NO              | Constance Wilson-Samuel | Elizabeth Fisher   | Dorothy Benson     | [ 18 ] |
| 1931                                                         | NO              | Constance Wilson-Samuel | Cecil Smith        | Elizabeth Fisher   | [ 18 ] |
| 1932                                                         | NO              | Constance Wilson-Samuel | Veronica Clarke    | Elizabeth Fisher   | [ 18 ] |
| 1933                                                         | NO              | Constance Wilson-Samuel | Cecil Smith        | Veronica Clarke    | [ 18 ] |
| 1934                                                         | NO              | Constance Wilson-Samuel | Veronica Clarke    | Kathleen Lopdell   | [ 18 ] |
| 1935                                                         | NO              | Constance Wilson-Samuel | Veronica Clarke    | Frances Claudet    | [ 18 ] |
| 1936                                                         | NO              | Eleanor O’Meara         | Veronica Clarke    | Margaret Leslie    | [ 18 ] |
| 1937                                                         | NO              | Dorothy Caley           | Eleanor O’Meara    | Veronica Clarke    | [ 18 ] |
| 1938                                                         | NO              | Eleanor O’Meara         | Dorothy Caley      | Eleanor Wilson     | [ 18 ] |
| 1939                                                         | NO              | Mary Rose Thacker       | Norah McCarthy     | Eleanor O’Meara    | [ 18 ] |
| 1940                                                         | Ottawa          | Norah McCarthy          | Mary Rose Thacker  | Eleanor O’Meara    | [ 18 ] |
| 1941                                                         | Montreal        | Mary Rose Thacker       | Barbara Ann Scott  | Norah McCarthy     | [ 18 ] |
| 1942                                                         | Winnipeg        | Mary Rose Thacker       | Barbara Ann Scott  | Elizabeth McKellar | [ 18 ] |
| Zawody nie odbyły się w 1943 roku (II wojna światowa)        |                 |                         |                    |                    | [ 18 ] |
| 1944                                                         | Toronto         | Barbara Ann Scott       | Marilyn Ruth Take  | Nadine Phillips    | [ 18 ] |
| 1945                                                         | Toronto         | Barbara Ann Scott       | Marilyn Ruth Take  | Gloria Lillico     | [ 18 ] |
| 1946                                                         | Toronto         | Barbara Ann Scott       | Marilyn Ruth Take  | Nadine Phillips    | [ 18 ] |
| 1947                                                         | Toronto         | Marilyn Ruth Take       | Nadine Phillips    | Suzanne Morrow     | [ 18 ] |
| 1948                                                         | Calgary         | Barbara Ann Scott       | Jeanne Matthews    | Marlene Smith      | [ 18 ] |
| 1949                                                         | Ottawa          | Suzanne Morrow          | Patsy Earl         | Jeanne Matthews    | [ 18 ] |
| 1950                                                         | St. Catharines  | Suzanne Morrow          | Marlene Smith      | Vevi Smith         | [ 18 ] |
| 1951                                                         | Vancouver       | Suzanne Morrow          | Vevi Smith         | Jane Kirby         | [ 18 ] |
| 1952                                                         | Oshawa          | Marlene Smith           | Vevi Smith         | Elizabeth Gratton  | [ 18 ] |
| 1953                                                         | Ottawa          | Barbara Gratton         | Dawn Steckley      | Yarmila Pachl      | [ 18 ] |
| 1954                                                         | Calgary         | Barbara Gratton         | Sonja Currie       | Vevi Smith         | [ 18 ] |
| 1955                                                         | Toronto         | Carole Jane Pachl       | Ann Johnston       | Joan Shippam       | [ 18 ] |
| 1956                                                         | Galt            | Carole Jane Pachl       | Ann Johnston       | Sonja Currie       | [ 18 ] |
| 1957                                                         | Winnipeg        | Carole Jane Pachl       | Karen Dixon        | Margaret Crosland  | [ 18 ] |
| 1958                                                         | Ottawa          | Margaret Crosland       | Doreen Lister      | Sonia Snelling     | [ 18 ] |
| 1959                                                         | Rouyn-Noranda   | Margaret Crosland       | Sonia Snelling     | Sandra Tewkesbury  | [ 18 ] |
| 1960                                                         | Regina          | Wendy Griner            | Shirra Kenworthy   | Sonia Snelling     | [ 18 ] |
| 1961                                                         | Lachine         | Wendy Griner            | Shirra Kenworthy   | Sonia Snelling     | [ 18 ] |
| 1962                                                         | Toronto         | Wendy Griner            | Petra Burka        | Shirra Kenworthy   | [ 18 ] |
| 1963                                                         | Edmonton        | Wendy Griner            | Petra Burka        | Shirra Kenworthy   | [ 18 ] |
| 1964                                                         | North Bay       | Petra Burka             | Wendy Griner       | Shirra Kenworthy   | [ 18 ] |
| 1965                                                         | Calgary         | Petra Burka             | Valerie Jones      | Gloria Tatton      | [ 18 ] |
| 1966                                                         | Peterborough    | Petra Burka             | Valerie Jones      | Roberta Laurent    | [ 18 ] |
| 1967                                                         | Toronto         | Valerie Jones           | Karen Magnussen    | Roberta Laurent    | [ 18 ] |
| 1968                                                         | Vancouver       | Karen Magnussen         | Linda Carbonetto   | Lyndsai Cowan      | [ 18 ] |
| 1969                                                         | Toronto         | Linda Carbonetto        | Karen Magnussen    | Cathy Lee Irwin    | [ 18 ] |
| 1970                                                         | Edmonton        | Karen Magnussen         | Cathy Lee Irwin    | Karen Grobba       | [ 18 ] |
| 1971                                                         | Winnipeg        | Karen Magnussen         | Ruth Hutchinson    | Diane Hall         | [ 18 ] |
| 1972                                                         | London          | Karen Magnussen         | Ruth Hutchinson    | Cathy Lee Irwin    | [ 18 ] |
| 1973                                                         | Vancouver       | Karen Magnussen         | Cathy Lee Irwin    | Lynn Nightingale   | [ 18 ] |
| 1974                                                         | Moncton         | Lynn Nightingale        | Barbara Terpenning | Daria Prychun      | [ 18 ] |
| 1975                                                         | Quebec          | Lynn Nightingale        | Kim Alletson       | Barbara Terpenning | [ 18 ] |
| 1976                                                         | London          | Lynn Nightingale        | Kim Alletson       | Susan MacDonald    | [ 18 ] |
| 1977                                                         | Calgary         | Lynn Nightingale        | Heather Kemkaran   | Kim Alletson       | [ 18 ] |
| 1978                                                         | Victoria        | Heather Kemkaran        | Cathie MacFarlane  | Peggy McLean       | [ 18 ] |
| 1979                                                         | Thunder Bay     | Janet Morrissey         | Heather Kemkaran   | Deborah Albright   | [ 18 ] |
| 1980                                                         | Kitchener       | Heather Kemkaran        | Janet Morrissey    | Tracey Wainman     | [ 18 ] |
| 1981                                                         | Halifax         | Tracey Wainman          | Kay Thomson        | Elizabeth Manley   | [ 18 ] |
| 1982                                                         | Brandon         | Kay Thomson             | Elizabeth Manley   | Tracey Wainman     | [ 18 ] |
| 1983                                                         | Montreal        | Kay Thomson             | Charlene Wong      | Cynthia Coull      | [ 18 ] |
| 1984                                                         | Regina          | Kay Thomson             | Elizabeth Manley   | Cynthia Coull      | [ 18 ] |
| 1985                                                         | Moncton         | Elizabeth Manley        | Cynthia Coull      | Charlene Wong      | [ 18 ] |
| 1986                                                         | North Bay       | Tracey Wainman          | Elizabeth Manley   | Patricia Schmidt   | [ 18 ] |
| 1987                                                         | Ottawa          | Elizabeth Manley        | Patricia Schmidt   | Linda Florkevich   | [ 18 ] |
| 1988                                                         | Victoria        | Elizabeth Manley        | Charlene Wong      | Shannon Allison    | [ 18 ] |
| 1989                                                         | Chicoutimi      | Karen Preston           | Charlene Wong      | Lisa Sargeant      | [ 18 ] |
| 1990                                                         | Greater Sudbury | Lisa Sargeant           | Charlene Wong      | Josée Chouinard    | [ 18 ] |
| 1991                                                         | Saskatoon       | Josée Chouinard         | Lisa Sargeant      | Tanya Bingert      | [ 18 ] |
| 1992                                                         | Moncton         | Karen Preston           | Josée Chouinard    | Tanya Bingert      | [ 18 ] |
| 1993                                                         | Hamilton        | Josée Chouinard         | Karen Preston      | Susan Humphreys    | [ 18 ] |
| 1994                                                         | Edmonton        | Josée Chouinard         | Susan Humphreys    | Karen Preston      | [ 18 ] |
| 1995                                                         | Halifax         | Netty Kim               | Jennifer Robinson  | Susan Humphreys    | [ 18 ] |
| 1996                                                         | Ottawa          | Jennifer Robinson       | Josée Chouinard    | Susan Humphreys    | [ 18 ] |
| 1997                                                         | Vancouver       | Susan Humphreys         | Angela Derochie    | Jennifer Robinson  | [ 18 ] |
| 1998                                                         | Hamilton        | Angela Derochie         | Keyla Ohs          | Jennifer Robinson  | [ 18 ] |
| 1999                                                         | Ottawa          | Jennifer Robinson       | Annie Bellemare    | Angela Derochie    | [ 18 ] |
| 2000                                                         | Calgary         | Jennifer Robinson       | Michelle Currie    | Annie Bellemare    | [ 18 ] |
| 2001                                                         | Winnipeg        | Jennifer Robinson       | Nicole Watt        | Annie Bellemare    | [ 18 ] |
| 2002                                                         | Hamilton        | Jennifer Robinson       | Annie Bellemare    | Joannie Rochette   | [ 18 ] |
| 2003                                                         | Saskatoon       | Jennifer Robinson       | Joannie Rochette   | Annie Bellemare    | [ 18 ] |
| 2004                                                         | Edmonton        | Cynthia Phaneuf         | Joannie Rochette   | Jennifer Robinson  | [ 18 ] |
| 2005                                                         | London          | Joannie Rochette        | Cynthia Phaneuf    | Mira Leung         | [ 18 ] |
| 2006                                                         | Ottawa          | Joannie Rochette        | Mira Leung         | Lesley Hawker      | [ 18 ] |
| 2007                                                         | Halifax         | Joannie Rochette        | Mira Leung         | Lesley Hawker      | [ 19 ] |
| 2008                                                         | Vancouver       | Joannie Rochette        | Mira Leung         | Cynthia Phaneuf    | [ 19 ] |
| 2009                                                         | Saskatoon       | Joannie Rochette        | Cynthia Phaneuf    | Amélie Lacoste     | [ 20 ] |
| 2010                                                         | London          | Joannie Rochette        | Cynthia Phaneuf    | Myriane Samson     | [ 21 ] |
| 2011                                                         | Victoria        | Cynthia Phaneuf         | Myriane Samson     | Amélie Lacoste     | [ 22 ] |
| 2012                                                         | Moncton         | Amélie Lacoste          | Cynthia Phaneuf    | Kaetlyn Osmond     | [ 6 ]  |
| 2013                                                         | Mississauga     | Kaetlyn Osmond          | Gabrielle Daleman  | Alaine Chartrand   | [ 7 ]  |
| 2014                                                         | Ottawa          | Kaetlyn Osmond          | Gabrielle Daleman  | Amélie Lacoste     | [ 8 ]  |
| 2015                                                         | Kingston        | Gabrielle Daleman       | Alaine Chartrand   | Veronik Mallet     | [ 9 ]  |
| 2016                                                         | Halifax         | Alaine Chartrand        | Gabrielle Daleman  | Kaetlyn Osmond     | [ 10 ] |
| 2017                                                         | Ottawa          | Kaetlyn Osmond          | Gabrielle Daleman  | Alaine Chartrand   | [ 23 ] |
| 2018                                                         | Vancouver       | Gabrielle Daleman       | Kaetlyn Osmond     | Larkyn Austman     | [ 24 ] |
| 2019                                                         | Saint John      | Alaine Chartrand        | Aurora Cotop       | Véronik Mallet     | [ 25 ] |
| 2020                                                         | Mississauga     | Emily Bausback          | Alison Schumacher  | Madeline Schizas   | [ 26 ] |
| Zawody nie odbyły się w 2021 roku (Pandemia COVID-19)        |                 |                         |                    |                    |        |
| 2022                                                         | Ottawa          | Madeline Schizas        | Véronik Mallet     | Gabrielle Daleman  | [ 27 ] |
| 2023                                                         | Oshawa          | Madeline Schizas        | Kaiya Ruiter       | Fiona Bombardier   | [ 28 ] |
| 2024                                                         | Calgary         | Kaiya Ruiter            | Madeline Schizas   | Hetty Shi          | [ 29 ] |

### Pary sportowe
| Rok                                                          | Miejsce         | Złoto                                     | Srebro                                    | Brąz                                      | Źr.    |
| ------------------------------------------------------------ | --------------- | ----------------------------------------- | ----------------------------------------- | ----------------------------------------- | ------ |
| 1905                                                         | NO              | Katherine Haycock / Ormond Haycock        | NO                                        | NO                                        | [ 30 ] |
| 1906                                                         | NO              | Katherine Haycock / Ormond Haycock        | NO                                        | NO                                        | [ 30 ] |
| Zawody nie odbyły się w 1907 roku (pożar lodowiska Minto SC) |                 |                                           |                                           |                                           | [ 30 ] |
| 1908                                                         | NO              | Aimee Haycock / Ormond Haycock            | NO                                        | NO                                        | [ 30 ] |
| Zawody nie odbyły się w 1909 roku                            |                 |                                           |                                           |                                           | [ 30 ] |
| 1910                                                         | NO              | Evelyn Grey / Ormond Haycock              | NO                                        | NO                                        | [ 30 ] |
| 1911                                                         | NO              | Evelyn Grey / Ormond Haycock              | Eleanor Kingsford / Philip Chrysler       | NO                                        | [ 30 ] |
| 1912                                                         | NO              | Eleanor Kingsford / Douglas Nelles        | NO                                        | NO                                        | [ 30 ] |
| 1913                                                         | NO              | Muriel Burrows / Gordon McLennan          | Jeanne Chevalier / Norman Scott           | NO                                        | [ 30 ] |
| 1914                                                         | NO              | Jeanne Chevalier / Norman Scott           | Muriel Burrows / Gordon McLennan          | NO                                        | [ 30 ] |
| Zawody nie odbyły się w latach 1915–1919 (I wojna światowa)  |                 |                                           |                                           |                                           | [ 30 ] |
| 1920                                                         | NO              | Alden Godwin / Douglas Nelles             | Beatrice McDougall / Allan Howard         | NO                                        | [ 30 ] |
| 1921                                                         | NO              | Beatrice McDougall / Allan Howard         | Dorothy Jenkins / C.J. Allan              | NO                                        | [ 30 ] |
| 1922                                                         | Ottawa          | Alden Godwin / A.G. McLennan              | Jeanette Rathbun / Melville Rogers        | D.F. Secord / Douglas Nelles              | [ 30 ] |
| 1923                                                         | NO              | Marjorie Anable / Duncan Hodgson          | Dorothy Jenkins / A.G. McLennan           | Cecil Smith / Melville Rogers             | [ 30 ] |
| 1924                                                         | NO              | Elizabeth Blair / John Machado            | Margot Barclay / Norman Gregory           | Evelyn Darling / Hugh Tarbox              | [ 30 ] |
| 1925                                                         | NO              | Gladys Rogers / Melville Rogers           | Elizabeth Machado / John Machado          | NO                                        | [ 30 ] |
| 1926                                                         | NO              | Constance Wilson / Errol Morson           | Marion McDougall / Chauncey Bangs         | Isabel Blythe / Melville Rogers           | [ 30 ] |
| 1927                                                         | NO              | Marion McDougall / Chauncey Bangs         | Constance Wilson / Montgomery Wilson      | Elizabeth Machado / John Machado          | [ 30 ] |
| 1928                                                         | NO              | Marion McDougall / Chauncey Bangs         | Gladys Rogers / Melville Rogers           | Veronica Clarke / Stewart Reburn          | [ 30 ] |
| 1929                                                         | NO              | Constance Wilson / Montgomery Wilson      | Maude Smith / Jack Eastwood               | Gladys Rogers / Melville Rogers           | [ 30 ] |
| 1930                                                         | NO              | Constance Wilson / Montgomery Wilson      | Margaret Winks / Lewis Elkin              | NO                                        | [ 30 ] |
| 1931                                                         | NO              | Frances Claudet / Chauncey Bangs          | Constance Wilson / Montgomery Wilson      | Cecil Smith / Stewart Reburn              | [ 30 ] |
| 1932                                                         | NO              | Constance Wilson / Montgomery Wilson      | Frances Claudet / Chauncey Bangs          | Maude Smith / Jack Eastwood               | [ 30 ] |
| 1933                                                         | NO              | Constance Wilson / Montgomery Wilson      | Maude Smith / Jack Eastwood               | Kathleen Lopdell / Donald Cruikshank      | [ 30 ] |
| 1934                                                         | NO              | Constance Wilson / Montgomery Wilson      | Louise Bertram / Stewart Reburn           | Maude Smith / Jack Eastwood               | [ 30 ] |
| 1935                                                         | NO              | Louise Bertram / Stewart Reburn           | Audrey Garland / Fraser Sweatman          | Constance Wilson / Montgomery Wilson      | [ 30 ] |
| 1936                                                         | NO              | Veronica Clarke / Ralph McCreath          | Aidrie Cruikshank / Donald Cruikshank     | Mary Jane Halsted / Osborne Colson        | [ 30 ] |
| 1937                                                         | NO              | Veronica Clarke / Ralph McCreath          | Aidrie Cruikshank / Donald Cruikshank     | Mary Jane Halsted / Jack Eastwood         | [ 30 ] |
| 1938                                                         | NO              | Veronica Clarke / Ralph McCreath          | Patricia Chown / Philip Lee               | G. M. Black / Jack Kilgour                | [ 30 ] |
| 1939                                                         | NO              | Norah McCarthy / Ralph McCreath           | Aidrie Cruikshank / Donald Cruikshank     | Kathleen Lopdell / Peter Chance           | [ 30 ] |
| 1940                                                         | Ottawa          | Norah McCarthy / Ralph McCreath           | Christine Newson / Sandy McKechnie        | Eleanor O’Meara / Donald Gilchrist        | [ 30 ] |
| 1941                                                         | Montreal        | Eleanor O’Meara / Ralph McCreath          | Norah McCarthy / Sandy McKechnie          | NO                                        | [ 30 ] |
| 1942                                                         | Winnipeg        | Eleanor O’Meara / Sandy McKechnie         | Floraine Ducharme / Wallace Diestelmeyer  | NO                                        | [ 30 ] |
| Zawody nie odbyły się w 1943 roku (II wojna światowa)        |                 |                                           |                                           |                                           | [ 30 ] |
| 1944                                                         | Toronto         | NO                                        | NO                                        | NO                                        | [ 30 ] |
| 1945                                                         | Toronto         | Olga Bernyk / Alex Fulton                 | Sheila Smith / Ross Smith                 | NO                                        | [ 30 ] |
| 1946                                                         | Toronto         | Joyce Perkins / Wallace Diestelmeyer      | NO                                        | NO                                        | [ 30 ] |
| 1947                                                         | Toronto         | Suzanne Morrow / Wallace Diestelmeyer     | Margaret Roberts / Bruce Hyland           | NO                                        | [ 30 ] |
| 1948                                                         | Calgary         | Suzanne Morrow / Wallace Diestelmeyer     | Sheila Smith / Ross Smith                 | NO                                        | [ 30 ] |
| 1949                                                         | Ottawa          | Marlene Smith / Donald Gilchrist          | Pearle Simmers / David Spalding           | Joyce Perkins / Bruce Hyland              | [ 30 ] |
| 1950                                                         | St. Catharines  | Marlene Smith / Donald Gilchrist          | NO                                        | NO                                        | [ 30 ] |
| 1951                                                         | Vancouver       | Jane Kirby / Donald Tobin                 | Frances Dafoe / Norris Bowden             | Gayle Wakely / David Spalding             | [ 30 ] |
| 1952                                                         | Oshawa          | Frances Dafoe / Norris Bowden             | Audrey Downie / Brian Power               | NO                                        | [ 30 ] |
| 1953                                                         | Ottawa          | Frances Dafoe / Norris Bowden             | Dawn Steckley / David Lowery              | NO                                        | [ 30 ] |
| 1954                                                         | Calgary         | Frances Dafoe / Norris Bowden             | Audrey Downie / Brian Power               | Dawn Steckley / David Lowery              | [ 30 ] |
| 1955                                                         | Toronto         | Frances Dafoe / Norris Bowden             | Barbara Wagner / Robert Paul              | Audrey Downie / Brian Power               | [ 30 ] |
| 1956                                                         | Galt            | Barbara Wagner / Robert Paul              | Maria Jelinek / Otto Jelinek              | Dianne Neilson / Edwin Cossitt            | [ 30 ] |
| 1957                                                         | Winnipeg        | Barbara Wagner / Robert Paul              | Maria Jelinek / Otto Jelinek              | Barbara Bourne / Thomas Monypenny         | [ 30 ] |
| 1958                                                         | Ottawa          | Barbara Wagner / Robert Paul              | Maria Jelinek / Otto Jelinek              | NO                                        | [ 30 ] |
| 1959                                                         | Rouyn-Noranda   | Barbara Wagner / Robert Paul              | Jane Sinclair / Larry Rost                | Lise Petit / Ian Knight                   | [ 30 ] |
| 1960                                                         | Regina          | Barbara Wagner / Robert Paul              | Maria Jelinek / Otto Jelinek              | Debbi Wilkes / Guy Revell                 | [ 30 ] |
| 1961                                                         | Lachine         | Maria Jelinek / Otto Jelinek              | Gertrude Desjardins / Maurice Lafrance    | Debbi Wilkes / Guy Revell                 | [ 30 ] |
| 1962                                                         | Toronto         | Maria Jelinek / Otto Jelinek              | Gertrude Desjardins / Maurice Lafrance    | Debbi Wilkes / Guy Revell                 | [ 30 ] |
| 1963                                                         | Edmonton        | Debbi Wilkes / Guy Revell                 | Gertrude Desjardins / Maurice Lafrance    | Linda Ann Ward / Neil Carpenter           | [ 30 ] |
| 1964                                                         | North Bay       | Debbi Wilkes / Guy Revell                 | Linda Ann Ward / Neil Carpenter           | Faye Strutt / Jim Watters                 | [ 30 ] |
| 1965                                                         | Calgary         | Susan Huehnergard / Paul Huehnergard      | Alexis Shields / Chris Shields            | Faye Strutt / Jim Watters                 | [ 30 ] |
| 1966                                                         | Peterborough    | Susan Huehnergard / Paul Huehnergard      | Alexis Shields / Chris Shields            | Betty McKilligan / John McKilligan        | [ 30 ] |
| 1967                                                         | Toronto         | Betty McKilligan / John McKilligan        | Alexis Shields / Chris Shields            | Anna Forder / Richard Stephens            | [ 30 ] |
| 1968                                                         | Vancouver       | Betty McKilligan / John McKilligan        | Anna Forder / Richard Stephens            | Alexis Shields / Chris Shields            | [ 30 ] |
| 1969                                                         | Toronto         | Anna Forder / Richard Stephens            | Mary Petrie / Robert McAvoy               | Sandra Bezic / Val Bezic                  | [ 30 ] |
| 1970                                                         | Edmonton        | Sandra Bezic / Val Bezic                  | Mary Petrie / Robert McAvoy               | NO                                        | [ 30 ] |
| 1971                                                         | Winnipeg        | Sandra Bezic / Val Bezic                  | Mary Petrie / John Hubbell                | Marian Murray / Glenn Moore               | [ 30 ] |
| 1972                                                         | London          | Sandra Bezic / Val Bezic                  | Mary Petrie / John Hubbell                | Marian Murray / Glenn Moore               | [ 30 ] |
| 1973                                                         | Vancouver       | Sandra Bezic / Val Bezic                  | Marian Murray / Glenn Moore               | Linda Tasker / Allen Carson               | [ 30 ] |
| 1974                                                         | Moncton         | Sandra Bezic / Val Bezic                  | Marian Murray / Glenn Moore               | Kathy Hutchinson / Jamie McGrigor         | [ 30 ] |
| 1975                                                         | Quebec          | Candy Jones / Don Fraser                  | Kathy Hutchinson / Jamie McGrigor         | Christine McBeth / Dennis Johnston        | [ 30 ] |
| 1976                                                         | London          | Candy Jones / Don Fraser                  | Cheri Pinner / Dennis Pinner              | Karen Newton / Glenn Laframboise          | [ 30 ] |
| 1977                                                         | Calgary         | Cheri Pinner / Dennis Pinner              | Janet Hominuke / Mark Hominuke            | NO                                        | [ 30 ] |
| 1978                                                         | Victoria        | Sherri Baier / Robin Cowan                | Lea-Ann Jackson / Paul Mills              | Susan Gowan / Eric Thomsen                | [ 30 ] |
| 1979                                                         | Thunder Bay     | Barbara Underhill / Paul Martini          | Susan Gowan / Eric Thomsen                | Lea-Ann Jackson / Bernard Souche          | [ 30 ] |
| 1980                                                         | Kitchener       | Barbara Underhill / Paul Martini          | Lorrie Baier / Lloyd Eisler               | Becky Gough / Mark Rowsom                 | [ 30 ] |
| 1981                                                         | Halifax         | Barbara Underhill / Paul Martini          | Lorrie Baier / Lloyd Eisler               | Becky Gough / Mark Rowsom                 | [ 30 ] |
| 1982                                                         | Brandon         | Barbara Underhill / Paul Martini          | Lorrie Baier / Lloyd Eisler               | Becky Gough / Mark Rowsom                 | [ 30 ] |
| 1983                                                         | Montreal        | Barbara Underhill / Paul Martini          | Cynthia Coull / Mark Rowsom               | Katherina Matousek / Lloyd Eisler         | [ 30 ] |
| 1984                                                         | Regina          | Katherina Matousek / Lloyd Eisler         | Melinda Kunhegyi / Lyndon Johnston        | Cynthia Coull / Mark Rowsom               | [ 30 ] |
| 1985                                                         | Moncton         | Cynthia Coull / Mark Rowsom               | Melinda Kunhegyi / Lyndon Johnston        | Christine Hough / Doug Ladret             | [ 30 ] |
| 1986                                                         | North Bay       | Cynthia Coull / Mark Rowsom               | Denise Benning / Lyndon Johnston          | Karen Westby / Lloyd Eisler               | [ 30 ] |
| 1987                                                         | Ottawa          | Cynthia Coull / Mark Rowsom               | Denise Benning / Lyndon Johnston          | Christine Hough / Doug Ladret             | [ 30 ] |
| 1988                                                         | Victoria        | Christine Hough / Doug Ladret             | Isabelle Brasseur / Lloyd Eisler          | Denise Benning / Lyndon Johnston          | [ 30 ] |
| 1989                                                         | Chicoutimi      | Isabelle Brasseur / Lloyd Eisler          | Cindy Landry / Lyndon Johnston            | Christine Hough / Doug Ladret             | [ 30 ] |
| 1990                                                         | Greater Sudbury | Cindy Landry / Lyndon Johnston            | Christine Hough / Doug Ladret             | Isabelle Brasseur / Lloyd Eisler          | [ 30 ] |
| 1991                                                         | Saskatoon       | Isabelle Brasseur / Lloyd Eisler          | Christine Hough / Doug Ladret             | Stacey Ball / Jean-Michel Bombardier      | [ 30 ] |
| 1992                                                         | Moncton         | Isabelle Brasseur / Lloyd Eisler          | Christine Hough / Doug Ladret             | Sherry Ball / Kris Wirtz                  | [ 30 ] |
| 1993                                                         | Hamilton        | Isabelle Brasseur / Lloyd Eisler          | Michelle Menzies / Jean-Michel Bombardier | Jodeyne Higgins / Sean Rice               | [ 30 ] |
| 1994                                                         | Edmonton        | Isabelle Brasseur / Lloyd Eisler          | Kristy Sargeant / Kris Wirtz              | Jamie Salé / Jason Turner                 | [ 30 ] |
| 1995                                                         | Halifax         | Michelle Menzies / Jean-Michel Bombardier | Allison Gaylor / David Pelletier          | Jodeyne Higgins / Sean Rice               | [ 30 ] |
| 1996                                                         | Ottawa          | Michelle Menzies / Jean-Michel Bombardier | Kristy Sargeant / Kris Wirtz              | Marie-Claude Savard-Gagnon / Luc Bradet   | [ 30 ] |
| 1997                                                         | Vancouver       | Marie-Claude Savard-Gagnon / Luc Bradet   | Kristy Sargeant / Kris Wirtz              | Michelle Menzies / Jean-Michel Bombardier | [ 30 ] |
| 1998                                                         | Hamilton        | Kristy Sargeant / Kris Wirtz              | Marie-Claude Savard-Gagnon / Luc Bradet   | Valerie Saurette / Jean-Sébastien Fecteau | [ 30 ] |
| 1999                                                         | Ottawa          | Kristy Sargeant / Kris Wirtz              | Jamie Salé / David Pelletier              | Valerie Saurette / Jean-Sébastien Fecteau | [ 30 ] |
| 2000                                                         | Calgary         | Jamie Salé / David Pelletier              | Kristy Sargeant / Kris Wirtz              | Valerie Saurette / Jean-Sébastien Fecteau | [ 30 ] |
| 2001                                                         | Winnipeg        | Jamie Salé / David Pelletier              | Kristy Sargeant / Kris Wirtz              | Anabelle Langlois / Patrice Archetto      | [ 30 ] |
| 2002                                                         | Hamilton        | Jamie Salé / David Pelletier              | Jacinthe Larivière / Lenny Faustino       | Anabelle Langlois / Patrice Archetto      | [ 30 ] |
| 2003                                                         | Saskatoon       | Jacinthe Larivière / Lenny Faustino       | Anabelle Langlois / Patrice Archetto      | Elizabeth Putnam / Sean Wirtz             | [ 30 ] |
| 2004                                                         | Edmonton        | Valérie Marcoux / Craig Buntin            | Anabelle Langlois / Patrice Archetto      | Elizabeth Putnam / Sean Wirtz             | [ 30 ] |
| 2005                                                         | London          | Valérie Marcoux / Craig Buntin            | Utako Wakamatsu / Jean-Sébastien Fecteau  | Anabelle Langlois / Patrice Archetto      | [ 30 ] |
| 2006                                                         | Ottawa          | Valérie Marcoux / Craig Buntin            | Jessica Dubé / Bryce Davison              | Utako Wakamatsu / Jean-Sébastien Fecteau  | [ 30 ] |
| 2007                                                         | Halifax         | Jessica Dubé / Bryce Davison              | Valérie Marcoux / Craig Buntin            | Anabelle Langlois / Cody Hay              | [ 31 ] |
| 2008                                                         | Vancouver       | Anabelle Langlois / Cody Hay              | Jessica Dubé / Bryce Davison              | Meagan Duhamel / Craig Buntin             | [ 31 ] |
| 2009                                                         | Saskatoon       | Jessica Dubé / Bryce Davison              | Meagan Duhamel / Craig Buntin             | Mylène Brodeur / John Mattatall           | [ 32 ] |
| 2010                                                         | London          | Jessica Dubé / Bryce Davison              | Anabelle Langlois / Cody Hay              | Meagan Duhamel / Craig Buntin             | [ 33 ] |
| 2011                                                         | Victoria        | Kirsten Moore-Towers / Dylan Moscovitch   | Meagan Duhamel / Eric Radford             | Paige Lawrence / Rudi Swiegers            | [ 34 ] |
| 2012                                                         | Moncton         | Meagan Duhamel / Eric Radford             | Jessica Dubé / Sébastien Wolfe            | Paige Lawrence / Rudi Swiegers            | [ 6 ]  |
| 2013                                                         | Mississauga     | Meagan Duhamel / Eric Radford             | Kirsten Moore-Towers / Dylan Moscovitch   | Paige Lawrence / Rudi Swiegers            | [ 7 ]  |
| 2014                                                         | Ottawa          | Meagan Duhamel / Eric Radford             | Kirsten Moore-Towers / Dylan Moscovitch   | Paige Lawrence / Rudi Swiegers            | [ 8 ]  |
| 2015                                                         | Kingston        | Meagan Duhamel / Eric Radford             | Lubow Iluszeczkina / Dylan Moscovitch     | Julianne Seguin / Charlie Bilodeau        | [ 9 ]  |
| 2016                                                         | Halifax         | Meagan Duhamel / Eric Radford             | Julianne Seguin / Charlie Bilodeau        | Lubow Iluszeczkina / Dylan Moscovitch     | [ 10 ] |
| 2017                                                         | Ottawa          | Meagan Duhamel / Eric Radford             | Lubow Iluszeczkina / Dylan Moscovitch     | Kirsten Moore-Towers / Michael Marinaro   | [ 35 ] |
| 2018                                                         | Vancouver       | Meagan Duhamel / Eric Radford             | Julianne Seguin / Charlie Bilodeau        | Kirsten Moore-Towers / Michael Marinaro   | [ 36 ] |
| 2019                                                         | Saint John      | Kirsten Moore-Towers / Michael Marinaro   | Evelyn Walsh / Trennt Michaud             | Camille Ruest / Drew Wolfe                | [ 37 ] |
| 2020                                                         | Mississauga     | Kirsten Moore-Towers / Michael Marinaro   | Evelyn Walsh / Trennt Michaud             | Lubow Iluszeczkina / Charlie Bilodeau     | [ 38 ] |
| Zawody nie odbyły się w 2021 roku (Pandemia COVID-19)        |                 |                                           |                                           |                                           |        |
| 2022                                                         | Ottawa          | Kirsten Moore-Towers / Michael Marinaro   | Evelyn Walsh / Trennt Michaud             | Deanna Stellato / Maxime Deschamps        | [ 39 ] |
| 2023                                                         | Oshawa          | Deanna Stellato / Maxime Deschamps        | Brooke McIntosh / Benjamin Mimar          | Lia Pereira / Trennt Michaud              | [ 40 ] |
| 2024                                                         | Calgary         | Deanna Stellato / Maxime Deschamps        | Lia Pereira / Trennt Michaud              | Kelly Ann Laurin / Loucas Éthier          | [ 41 ] |

### Pary taneczne
| Rok                                                   | Miejsce         | Złoto                                        | Srebro                                       | Brąz                                          | Źr.    |
| ----------------------------------------------------- | --------------- | -------------------------------------------- | -------------------------------------------- | --------------------------------------------- | ------ |
| 1947                                                  | Toronto         | Margaret Roberts / Bruce Hyland              | Joyce Perkins / William de Nance Jr.         | Marnie Brereton / Richard McLaughlin          | [ 42 ] |
| 1948                                                  | Calgary         | Suzanne Morrow / Wallace Diestelmeyer        | Joy Forsyth / Donald Taylor                  | NO                                            | [ 42 ] |
| 1949                                                  | Ottawa          | Joyce Perkins / Bruce Hyland                 | Pierrette Paquin / Donald Tobin              | Joy Forsyth / Ronald Vincent                  | [ 42 ] |
| 1950                                                  | St. Catharines  | Pierrette Paquin / Donald Tobin              | Joy Forsyth / William de Nance               | Frances Dafoe / Norris Bowden                 | [ 42 ] |
| 1951                                                  | Vancouver       | Pierrette Paquin / Donald Tobin              | Mary Diane Trimble / David Ross              | Frances Dafoe / Norris Bowden                 | [ 42 ] |
| 1952                                                  | Oshawa          | Frances Dafoe / Norris Bowden                | Joyce Kornacher / William de Nance Jr.       | Pierrette Paquin / Malcolm Wickson            | [ 42 ] |
| 1953                                                  | Ottawa          | Frances Abbott / David Ross                  | Patty Lou Montgomery / George Montgomery     | Marion Wattie / Harry Ball                    | [ 42 ] |
| 1954                                                  | Calgary         | Doreen Leech / Norman Walker                 | Geraldine Fenton / William McLachlan         | Claudette Lacaille / Jeffrey Johnston         | [ 42 ] |
| 1955                                                  | Toronto         | Lindis Johnston / Jeffrey Johnston           | Geraldine Fenton / Gordon Crossland          | Beverley de Nance / William de Nance          | [ 42 ] |
| 1956                                                  | Galt            | Lindis Johnston / Jeffrey Johnston           | Geraldine Fenton / William McLachlan         | Beverley de Nance / William de Nance          | [ 42 ] |
| 1957                                                  | Winnipeg        | Geraldine Fenton / William McLachlan         | Beverley Orr / Hugh Smith                    | Elaine Protheroe / William Trimble            | [ 42 ] |
| 1958                                                  | Ottawa          | Geraldine Fenton / William McLachlan         | Beverley Orr / Hugh Smith                    | Svata Staroba / Mirek Staroba                 | [ 42 ] |
| 1959                                                  | Rouyn-Noranda   | Geraldine Fenton / William McLachlan         | Ann Martin / Edward Collins                  | Svata Staroba / Mirek Staroba                 | [ 42 ] |
| 1960                                                  | Regina          | Virginia Thompson / William McLachlan        | Ann Martin / Gilles Vanasse                  | Svata Staroba / Mirek Staroba                 | [ 42 ] |
| 1961                                                  | Lachine         | Virginia Thompson / William McLachlan        | Donna Lee Mitchell / John Mitchell           | Paulette Doan / Kenneth Ormsby                | [ 42 ] |
| 1962                                                  | Toronto         | Virginia Thompson / William McLachlan        | Donna Lee Mitchell / John Mitchell           | Paulette Doan / Kenneth Ormsby                | [ 42 ] |
| 1963                                                  | Edmonton        | Paulette Doan / Kenneth Ormsby               | Donna Lee Mitchell / John Mitchell           | Carole Forrest / Kevin Lethbridge             | [ 42 ] |
| 1964                                                  | North Bay       | Paulette Doan / Kenneth Ormsby               | Carole Forrest / Kevin Lethbridge            | Marilyn Crawford / Blair Armitage             | [ 42 ] |
| 1965                                                  | Calgary         | Carole Forrest / Kevin Lethbridge            | Lynn Matthews / Bryon Topping                | Gail Snyder / Wayne Palmer                    | [ 42 ] |
| 1966                                                  | Peterborough    | Carole Forrest / Kevin Lethbridge            | Gail Snyder / Wayne Palmer                   | Judy Henderson / John Bailey                  | [ 42 ] |
| 1967                                                  | Toronto         | Joni Graham / Don Phillips                   | Judy Henderson / John Bailey                 | Maureen Peever / Wayne Palmer                 | [ 42 ] |
| 1968                                                  | Vancouver       | Joni Graham / Don Phillips                   | Donna Taylor / Bruce Lennie                  | Mary Church / Tom Falls                       | [ 42 ] |
| 1969                                                  | Toronto         | Donna Taylor / Bruce Lennie                  | Mary Church / Tom Falls                      | Hazel Pike / Phillip Boskill                  | [ 42 ] |
| 1970                                                  | Edmonton        | Mary Church / David Sutton                   | Hazel Pike / Phillip Boskill                 | Louise Lind / Barry Soper                     | [ 42 ] |
| 1971                                                  | Winnipeg        | Louise Lind / Barry Soper                    | Mary Church / David Sutton                   | Brenda Sandys / James Holden                  | [ 42 ] |
| 1972                                                  | London          | Louise Lind / Barry Soper                    | Barbara Berezowski / David Porter            | Linda Roe / Michael Bradley                   | [ 42 ] |
| 1973                                                  | Vancouver       | Louise Soper / Barry Soper                   | Barbara Berezowski / David Porter            | Linda Roe / Michael Bradley                   | [ 42 ] |
| 1974                                                  | Moncton         | Louise Soper / Barry Soper                   | Barbara Berezowski / David Porter            | Linda Roe / Michael Bradley                   | [ 43 ] |
| 1975                                                  | Quebec          | Barbara Berezowski / David Porter            | Susan Carscallen / Eric Gillies              | Shelley MacLeod / Bob Knapp                   | [ 43 ] |
| 1976                                                  | London          | Barbara Berezowski / David Porter            | Susan Carscallen / Eric Gillies              | Lorna Wighton / John Dowding                  | [ 43 ] |
| 1977                                                  | Calgary         | Susan Carscallen / Eric Gillies              | Lorna Wighton / John Dowding                 | Debbie Young / Greg Young                     | [ 43 ] |
| 1978                                                  | Victoria        | Lorna Wighton / John Dowding                 | Patricia Fletcher / Michael de la Penotiere  | Marie McNeil / Rob McCall                     | [ 43 ] |
| 1979                                                  | Thunder Bay     | Lorna Wighton / John Dowding                 | Patricia Fletcher / Michael de la Penotiere  | Marie McNeil / Rob McCall                     | [ 43 ] |
| 1980                                                  | Kitchener       | Lorna Wighton / John Dowding                 | Marie McNeil / Rob McCall                    | Gina Aucoin / Hans Peter Ponikau              | [ 43 ] |
| 1981                                                  | Halifax         | Marie McNeil / Rob McCall                    | Kelly Johnson / Kris Barber                  | Joanne French / John Thomas                   | [ 43 ] |
| 1982                                                  | Brandon         | Tracy Wilson / Rob McCall                    | Kelly Johnson / Kris Barber                  | Joanne French / John Thomas                   | [ 43 ] |
| 1983                                                  | Montreal        | Tracy Wilson / Rob McCall                    | Kelly Johnson / John Thomas                  | Karyn Garossino / Rod Garossino               | [ 43 ] |
| 1984                                                  | Regina          | Tracy Wilson / Rob McCall                    | Kelly Johnson / John Thomas                  | Karyn Garossino / Rod Garossino               | [ 43 ] |
| 1985                                                  | Moncton         | Tracy Wilson / Rob McCall                    | Karyn Garossino / Rod Garossino              | Isabelle Duchesnay / Paul Duchesnay           | [ 43 ] |
| 1986                                                  | North Bay       | Tracy Wilson / Rob McCall                    | Karyn Garossino / Rod Garossino              | Jo-Anne Borlase / Scott Chalmers              | [ 43 ] |
| 1987                                                  | Ottawa          | Tracy Wilson / Rob McCall                    | Karyn Garossino / Rod Garossino              | Jo-Anne Borlase / Scott Chalmers              | [ 43 ] |
| 1988                                                  | Victoria        | Tracy Wilson / Rob McCall                    | Karyn Garossino / Rod Garossino              | Melanie Cole / Michael Farrington             | [ 43 ] |
| 1989                                                  | Chicoutimi      | Karyn Garossino / Rod Garossino              | Michelle McDonald / Mark Mitchell            | Jo-Anne Borlase / Martin Smith                | [ 43 ] |
| 1990                                                  | Greater Sudbury | Jo-Anne Borlase / Martin Smith               | Michelle McDonald / Mark Mitchell            | Jacqueline Petr / Mark Janoschak              | [ 43 ] |
| 1991                                                  | Saskatoon       | Michelle McDonald / Martin Smith             | Jacqueline Petr / Mark Janoschak             | Penny Mann / Juan-Carlos Noria                | [ 43 ] |
| 1992                                                  | Moncton         | Jacqueline Petr / Mark Janoschak             | Penny Mann / Juan-Carlos Noria               | Michelle McDonald / Martin Smith              | [ 43 ] |
| 1993                                                  | Hamilton        | Shae-Lynn Bourne / Victor Kraatz             | Penny Mann / Juan-Carlos Noria               | Jacqueline Petr / Mark Janoschak              | [ 43 ] |
| 1994                                                  | Edmonton        | Shae-Lynn Bourne / Victor Kraatz             | Jennifer Boyce / Michel Brunet               | Martine Patenaude / Eric Masse                | [ 43 ] |
| 1995                                                  | Halifax         | Shae-Lynn Bourne / Victor Kraatz             | Jennifer Boyce / Michel Brunet               | Janet Emerson / Steve Kavanagh                | [ 43 ] |
| 1996                                                  | Ottawa          | Shae-Lynn Bourne / Victor Kraatz             | Chantal Lefebvre / Michel Brunet             | Janet Emerson / Steve Kavanagh                | [ 43 ] |
| 1997                                                  | Vancouver       | Shae-Lynn Bourne / Victor Kraatz             | Chantal Lefebvre / Michel Brunet             | Megan Wing / Aaron Lowe                       | [ 43 ] |
| 1998                                                  | Hamilton        | Shae-Lynn Bourne / Victor Kraatz             | Chantal Lefebvre / Michel Brunet             | Megan Wing / Aaron Lowe                       | [ 43 ] |
| 1999                                                  | Ottawa          | Shae-Lynn Bourne / Victor Kraatz             | Chantal Lefebvre / Michel Brunet             | Marie-France Dubreuil / Patrice Lauzon        | [ 43 ] |
| 2000                                                  | Calgary         | Marie-France Dubreuil / Patrice Lauzon       | Megan Wing / Aaron Lowe                      | Josée Piché / Pascal Denis                    | [ 43 ] |
| 2001                                                  | Winnipeg        | Shae-Lynn Bourne / Victor Kraatz             | Marie-France Dubreuil / Patrice Lauzon       | Megan Wing / Aaron Lowe                       | [ 43 ] |
| 2002                                                  | Hamilton        | Shae-Lynn Bourne / Victor Kraatz             | Marie-France Dubreuil / Patrice Lauzon       | Megan Wing / Aaron Lowe                       | [ 43 ] |
| 2003                                                  | Saskatoon       | Shae-Lynn Bourne / Victor Kraatz             | Marie-France Dubreuil / Patrice Lauzon       | Megan Wing / Aaron Lowe                       | [ 43 ] |
| 2004                                                  | Edmonton        | Marie-France Dubreuil / Patrice Lauzon       | Megan Wing / Aaron Lowe                      | Chantal Lefebvre / Arseni Markow              | [ 43 ] |
| 2005                                                  | London          | Marie-France Dubreuil / Patrice Lauzon       | Megan Wing / Aaron Lowe                      | Chantal Lefebvre / Arseni Markow              | [ 43 ] |
| 2006                                                  | Ottawa          | Marie-France Dubreuil / Patrice Lauzon       | Megan Wing / Aaron Lowe                      | Tessa Virtue / Scott Moir                     | [ 43 ] |
| 2007                                                  | Halifax         | Marie-France Dubreuil / Patrice Lauzon       | Tessa Virtue / Scott Moir                    | Kaitlyn Weaver / Andrew Poje                  | [ 43 ] |
| 2008                                                  | Vancouver       | Tessa Virtue / Scott Moir                    | Kaitlyn Weaver / Andrew Poje                 | Allie Hann-McCurdy / Michael Coreno           | [ 43 ] |
| 2009                                                  | Saskatoon       | Tessa Virtue / Scott Moir                    | Vanessa Crone / Paul Poirier                 | Kaitlyn Weaver / Andrew Poje                  | [ 44 ] |
| 2010                                                  | London          | Tessa Virtue / Scott Moir                    | Vanessa Crone / Paul Poirier                 | Kaitlyn Weaver / Andrew Poje                  | [ 45 ] |
| 2011                                                  | Victoria        | Vanessa Crone / Paul Poirier                 | Kaitlyn Weaver / Andrew Poje                 | Alexandra Paul / Mitchell Islam               | [ 46 ] |
| 2012                                                  | Moncton         | Tessa Virtue / Scott Moir                    | Kaitlyn Weaver / Andrew Poje                 | Piper Gilles / Paul Poirier                   | [ 47 ] |
| 2013                                                  | Mississauga     | Tessa Virtue / Scott Moir                    | Piper Gilles / Paul Poirier                  | Nicole Orford / Thomas Williams               | [ 48 ] |
| 2014                                                  | Ottawa          | Tessa Virtue / Scott Moir                    | Kaitlyn Weaver / Andrew Poje                 | Alexandra Paul / Mitchell Islam               | [ 49 ] |
| 2015                                                  | Kingston        | Kaitlyn Weaver / Andrew Poje                 | Piper Gilles / Paul Poirier                  | Alexandra Paul / Mitchell Islam               |        |
| 2016                                                  | Halifax         | Kaitlyn Weaver / Andrew Poje                 | Piper Gilles / Paul Poirier                  | Elisabeth Paradis / Francois-Xavier Ouellette | [ 50 ] |
| 2017                                                  | Ottawa          | Tessa Virtue / Scott Moir                    | Kaitlyn Weaver / Andrew Poje                 | Piper Gilles / Paul Poirier                   | [ 51 ] |
| 2018                                                  | Vancouver       | Tessa Virtue / Scott Moir                    | Piper Gilles / Paul Poirier                  | Kaitlyn Weaver / Andrew Poje                  | [ 52 ] |
| 2019                                                  | Saint John      | Kaitlyn Weaver / Andrew Poje                 | Piper Gilles / Paul Poirier                  | Laurence Fournier Beaudry / Nikolaj Sorensen  | [ 53 ] |
| 2020                                                  | Mississauga     | Piper Gilles / Paul Poirier                  | Marjorie Lajoie / Zachary Lagha              | Carolane Soucisse / Shane Firus               | [ 54 ] |
| Zawody nie odbyły się w 2021 roku (Pandemia COVID-19) |                 |                                              |                                              |                                               |        |
| 2022                                                  | Ottawa          | Piper Gilles / Paul Poirier                  | Laurence Fournier Beaudry / Nikolaj Sørensen | Marjorie Lajoie / Zachary Lagha               | [ 55 ] |
| 2023                                                  | Oshawa          | Laurence Fournier Beaudry / Nikolaj Sørensen | Marjorie Lajoie / Zachary Lagha              | Marie-Jade Lauriault / Romain Le Gac          | [ 56 ] |
| 2024                                                  | Calgary         | Piper Gilles / Paul Poirier                  | Marie-Jade Lauriault / Romain Le Gac         | Alicia Fabbri / Paul Ayer                     | [ 57 ] |

## Medaliści w kategorii juniorów

### Soliści (J)
| Rok                                                   | Miejsce     | Złoto                 | Srebro                | Brąz                  | Źr.    |
| ----------------------------------------------------- | ----------- | --------------------- | --------------------- | --------------------- | ------ |
| 1928                                                  | NO          | Stewart Reburn        | Paul Belcourt         | Jack Hose             | [ 1 ]  |
| 1929                                                  | NO          | Guy Owen              | W.A.H. Kirkpatrick    | Fraser Sweatman       | [ 1 ]  |
| 1930                                                  | NO          | Lewis Elkin           | Hubert Sprott         | NO                    | [ 1 ]  |
| 1931                                                  | NO          | Hubert Sprott         | Osborne Colson        | Rupert Whitehead      | [ 1 ]  |
| 1932                                                  | NO          | Rupert Whitehead      | Osborne Colson        | Philip Lee            | [ 1 ]  |
| 1933                                                  | NO          | Osborne Colson        | Wingate Snaith        | Bruce Scythes         | [ 1 ]  |
| 1934                                                  | NO          | Philip Lee            | Wingate Snaith        | Ralph McCreath        | [ 1 ]  |
| 1935                                                  | NO          | Wingate Snaith        | Ralph McCreath        | Harrison Thomson      | [ 1 ]  |
| 1936                                                  | NO          | Ralph McCreath        | Jack Vigeon           | Peter Chance          | [ 1 ]  |
| 1937                                                  | NO          | Peter Chance          | Jack Vigeon           | Donald Gilchrist      | [ 1 ]  |
| 1938                                                  | NO          | Jack Vigeon           | Sandy McKechnie       | Richard Salter        | [ 1 ]  |
| 1939                                                  | NO          | Sandy McKechnie       | Donald Gilchrist      | Richard Salter        | [ 1 ]  |
| 1940                                                  | NO          | Denis Ross            | Michael Kirby         | John Milsom           | [ 1 ]  |
| 1941                                                  | NO          | Michael Kirby         | Dwight Parkinson      | John Milsom           | [ 1 ]  |
| 1942                                                  | NO          | Will Thomas           | Nigel Stevens         | Charles Lockwood      | [ 1 ]  |
| 1943                                                  | NO          | Nigel Stephens        | Norris Bowden         | Frank Sellers         | [ 1 ]  |
| 1944                                                  | NO          | Roger Wickson         | Norris Bowden         | NO                    | [ 1 ]  |
| 1945                                                  | NO          | Frank Sellers         | Giles Trudeau         | Richard McLaughlin    | [ 1 ]  |
| 1946                                                  | NO          | Wallace Distelmeyer   | Gerrard Blair         | Gordon Paul           | [ 1 ]  |
| 1947                                                  | NO          | Gerrard Blair         | William Lewis         | Alain Pinard          | [ 1 ]  |
| 1948                                                  | NO          | William Lewis         | Donald Tobin          | Alain Pinard          | [ 1 ]  |
| 1949                                                  | NO          | Donald Tobin          | Peter Firstbrook      | Malcolm Wickson       | [ 1 ]  |
| 1950                                                  | NO          | Peter Firstbrook      | Peter Dunfield        | Alan Anderson         | [ 1 ]  |
| 1951                                                  | NO          | Peter Dunfield        | Charles Snelling      | Alan Anderson         | [ 1 ]  |
| 1952                                                  | NO          | Charles Snelling      | Alan Anderson         | Douglas Court         | [ 1 ]  |
| 1953                                                  | NO          | Douglas Court         | Paul Tatton           | Richard Rimmer        | [ 1 ]  |
| 1954                                                  | NO          | Richard Rimmer        | Norman Walker         | David Lowery          | [ 1 ]  |
| 1955                                                  | NO          | Donald Jackson        | Robert Paul           | Hugh Smith            | [ 1 ]  |
| 1956                                                  | NO          | Edward Collins        | Robert Paul           | David Lowery          | [ 1 ]  |
| 1957                                                  | NO          | Hugh Smith            | Carl Harrison         | Harry Nevard          | [ 1 ]  |
| 1958                                                  | NO          | Carl Harrison         | Louis Stong           | J. Bradley Black      | [ 1 ]  |
| 1959                                                  | NO          | Donald McPherson      | Louis Stong           | Larry Rost            | [ 1 ]  |
| 1960                                                  | NO          | Bradley Black         | Louis Stong           | Bill Neale            | [ 1 ]  |
| 1961                                                  | NO          | Donald Knight         | Bill Neale            | Greg Folk             | [ 1 ]  |
| 1962                                                  | NO          | Bill Neale            | Greg Folk             | Byron Topping         | [ 1 ]  |
| 1963                                                  | NO          | James Humphry         | Phillip McCordic      | Toller Cranston       | [ 1 ]  |
| 1964                                                  | NO          | Toller Cranston       | Paul Crowther         | Archie Zariski        | [ 1 ]  |
| 1965                                                  | NO          | Steve Hutchinson      | David McGillivray     | Archie Zariski        | [ 1 ]  |
| 1966                                                  | NO          | David McGillivray     | Doug Leigh            | Joey Summerfield      | [ 1 ]  |
| 1967                                                  | NO          | Bob Emerson           | David Coffin          | John MacWilliams      | [ 1 ]  |
| 1968                                                  | NO          | Patrick McKilligan    | Jim Reid              | John MacWilliams      | [ 1 ]  |
| 1969                                                  | NO          | Paul Fisher           | John MacWilliams      | Ron Shaver            | [ 1 ]  |
| 1970                                                  | NO          | Robert Rubens         | Urs Steinbrecher      | Roger Uuemae          | [ 1 ]  |
| 1971                                                  | NO          | Stan Bohonek          | Skip Groff            | Kevin Cottam          | [ 1 ]  |
| 1972                                                  | NO          | Lee Armstrong         | Sandy Moore           | Roger Uuemae          | [ 1 ]  |
| 1973                                                  | NO          | Ted Barton            | Kevin Robertson       | Sandy Moore           | [ 1 ]  |
| 1974                                                  | NO          | Kevin Robertson       | Sandy Moore           | Brian Pockar          | [ 2 ]  |
| 1975                                                  | NO          | Kevin Hicks           | Jim Szabo             | Gary Beacom           | [ 2 ]  |
| 1976                                                  | NO          | Vern Taylor           | Gary Beacom           | Daniel Béland         | [ 2 ]  |
| 1977                                                  | NO          | Gary Beacom           | Daniel Béland         | Gordon Forbes         | [ 2 ]  |
| 1978                                                  | NO          | Dennis Coi            | Daniel Béland         | Brian Orser           | [ 2 ]  |
| 1979                                                  | NO          | Brian Orser           | Kevin Parker          | Shaun McGill          | [ 2 ]  |
| 1980                                                  | NO          | Neil Giroday          | Campbell Sinclair     | Mitch Giffin          | [ 2 ]  |
| 1981                                                  | NO          | Neil Paterson         | Shaun McGill          | Louis Lasorsa         | [ 2 ]  |
| 1982                                                  | NO          | Lyndon Johnston       | Brad McLean           | Andre Bourgeois       | [ 2 ]  |
| 1983                                                  | NO          | Patrick Greasley      | Lloyd Eisler          | Marc Ferland          | [ 2 ]  |
| 1984                                                  | NO          | Jaimee Eggleton       | Marc Ferland          | David Nickel          | [ 2 ]  |
| 1985                                                  | NO          | Kurt Browning         | Matthew Hall          | Lauren Patterson      | [ 2 ]  |
| 1986                                                  | NO          | Michael Slipchuk      | Darren Kemp           | Martin Marceau        | [ 2 ]  |
| 1987                                                  | NO          | Norm Proft            | Bernard Munger        | Brent Frank           | [ 2 ]  |
| 1988                                                  | NO          | Elvis Stojko          | Stephane Yvars        | Marcus Christensen    | [ 2 ]  |
| 1989                                                  | NO          | Pierre Gignac         | Kris Wirtz            | Sébastien Britten     | [ 2 ]  |
| 1990                                                  | NO          | Sébastien Britten     | Ian Connoll           | Jean-François Hébert  | [ 2 ]  |
| 1991                                                  | NO          | Herb Cherwoniak       | Matthew Powers        | Christopher Bourne    | [ 2 ]  |
| 1992                                                  | NO          | Kelly Cruikshank      | Jeff Langdon          | Jean-François Hébert  | [ 2 ]  |
| 1993                                                  | NO          | Ravi Walia            | David Pelletier       | Matthew Knight        | [ 2 ]  |
| 1994                                                  | NO          | Matthew Smith         | Yvan Desjardins       | David Pelletier       | [ 2 ]  |
| 1995                                                  | NO          | David D’Cruz          | Daniel Bellemare      | Paolo Vaccari         | [ 2 ]  |
| 1996                                                  | NO          | Collin Thompson       | Jayson Dénommée       | Ben Ferreira          | [ 2 ]  |
| 1997                                                  | NO          | Emanuel Sandhu        | Guiliano Cosentino    | Ryan Hamilton         | [ 2 ]  |
| 1998                                                  | NO          | Hugh Yik              | Jeffrey Buttle        | Blair Smith           | [ 2 ]  |
| 1999                                                  | NO          | Fedor Andreev         | Blair Smith           | Nicholas Young        | [ 2 ]  |
| 2000                                                  | Calgary     | Nicholas Young        | Marc Olivier Bosse    | Sean Wirtz            | [ 2 ]  |
| 2001                                                  | Winnipeg    | Eriq Lyons            | Maxim Lippé           | Marc-Andre Craig      | [ 2 ]  |
| 2002                                                  | Hamilton    | Shawn Sawyer          | Keegan Murphy         | Christopher Mabee     | [ 2 ]  |
| 2003                                                  | Saskatoon   | Ken Rose              | Cedric Demers         | Vaughn Chipeur        | [ 2 ]  |
| 2004                                                  | Edmonton    | Eric Radford          | Dylan Moscovitch      | Vaughn Chipeur        | [ 2 ]  |
| 2005                                                  | London      | Patrick Chan          | Kevin Reynolds        | Maxime-Billy Fortin   | [ 2 ]  |
| 2006                                                  | Ottawa      | Joey Russell          | Jeremy Ten            | Jamie Forsythe        | [ 2 ]  |
| 2007                                                  | Halifax     | Jeremy Ten            | Elladj Baldé          | Jean-Simon Légaré     | [ 2 ]  |
| 2008                                                  | Vancouver   | Elladj Baldé          | Paul Poirier          | Dave Ferland          | [ 2 ]  |
| 2009                                                  | Saskatoon   | Andrei Rogozine       | Paul Parkinson        | Sébastien Wolfe       | [ 58 ] |
| 2010                                                  | London      | Liam Firus            | Samuel Morais         | Nam Nguyen            |        |
| 2011                                                  | Victoria    | Nam Nguyen            | Shaquille Davis       | Peter O’Brien         |        |
| 2012                                                  | Moncton     | Mitchell Gordon       | Peter O’Brien         | Joel Bond             |        |
| 2013                                                  | Mississauga | Anthony Kan           | Denis Margalik        | Mathieu Nepton        |        |
| 2014                                                  | Ottawa      | Denis Margalik        | Bennet Toman          | Eric Liu              |        |
| 2015                                                  | Kingston    | Nicolas Nadeau        | Antony Cheng          | Edrian Paul Célestino |        |
| 2016                                                  | Halifax     | Joseph Phan           | Edrian Paul Célestino | Christian Reekie      |        |
| 2017                                                  | Ottawa      | Stephen Gogolev       | Conrad Orzel          | Samuel Turcotte       | [ 59 ] |
| 2018                                                  | Vancouver   | Matthew Markell       | Corey Circelli        | Zoé Duval-Yergeau     | [ 60 ] |
| 2019                                                  | Saint John  | Aleksa Rakic          | Beres Clements        | Corey Circelli        | [ 61 ] |
| 2020                                                  | Mississauga | Corey Circelli        | Wesley Chiu           | Alec Guinzbourg       | [ 62 ] |
| Zawody nie odbyły się w 2021 roku (Pandemia COVID-19) |             |                       |                       |                       |        |
| 2022                                                  | Ottawa      | Anthony Paradis       | Grayson Long          | John Kim              | [ 63 ] |
| 2023                                                  | Oshawa      | Edward Nicholas Vasii | Grayson Long          | Anthony Paradis       | [ 64 ] |
| 2024                                                  | Calgary     | Terry Yu Tao Jin      | David Li              | David Shteyngart      | [ 65 ] |

### Solistki (J)
| Rok                                                   | Miejsce     | Złoto                 | Srebro                    | Brąz                    | Źr.    |
| ----------------------------------------------------- | ----------- | --------------------- | ------------------------- | ----------------------- | ------ |
| 1928                                                  | NO          | Dorothy Benson        | Frances Claudet           | Elizabeth Fisher        | [ 18 ] |
| 1929                                                  | NO          | Elizabeth Fisher      | Veronica Clarke           | Frances Claudet         | [ 18 ] |
| 1930                                                  | NO          | Mary Littlejohn       | Ruth Forrest              | NO                      | [ 18 ] |
| 1931                                                  | NO          | Ruth Forrest          | Veronica Clarke           | Frances Fletcher        | [ 18 ] |
| 1932                                                  | NO          | Veronica Clarke       | Kathleen Lopdell          | Aidrie Main             | [ 18 ] |
| 1933                                                  | NO          | Margaret Henry        | Margaret Leslie           | Aidrie Main             | [ 18 ] |
| 1934                                                  | NO          | Margaret Leslie       | Eleanor O’Meara           | Aidrie Main             | [ 18 ] |
| 1935                                                  | NO          | Joan Taylor           | Eleanor O’Meara           | NO                      | [ 18 ] |
| 1936                                                  | NO          | Dorothy Caley         | Mary Rose Thacker         | Virginia Wilson         | [ 18 ] |
| 1937                                                  | NO          | Mary Rose Thacker     | Norah McCarthy            | Audrey Miller           | [ 18 ] |
| 1938                                                  | NO          | Norah McCarthy        | Audrey Miller             | Therese McCarthy        | [ 18 ] |
| 1939                                                  | NO          | Therese McCarthy      | Joan McNeil               | Elizabeth McKellar      | [ 18 ] |
| 1940                                                  | NO          | Barbara Ann Scott     | Audrey Joyce              | Christine Newson        | [ 18 ] |
| 1941                                                  | NO          | Patricia Gault        | Shirley Halsted           | Marilyn Ruth Take       | [ 18 ] |
| 1942                                                  | NO          | Cynthia Powell        | Margaret McInnes          | Doreen Dutton           | [ 18 ] |
| 1943                                                  | NO          | Nadine Phillips       | Marilyn Ruth Take         | Cynthia Powell          | [ 18 ] |
| 1944                                                  | NO          | Suzanne Thouin        | Doreen Dutton             | Anne Westcott           | [ 18 ] |
| 1945                                                  | NO          | Doreen Dutton         | Patsy Earl                | Pierrette Paquin        | [ 18 ] |
| 1946                                                  | NO          | Suzanne Morrow        | Patricia Earl             | Marlene Smith           | [ 18 ] |
| 1947                                                  | NO          | Vevi Smith            | Marlene Smith             | Jeanne Matthews         | [ 18 ] |
| 1948                                                  | NO          | Marlene Smith         | Jeanne Matthews           | Pearle Simmers          | [ 18 ] |
| 1949                                                  | NO          | Maureen Senior        | Barbara Gratton           | Joyce Salo              | [ 18 ] |
| 1950                                                  | NO          | Barbara Gratton       | Elizabeth Gratton         | Jane Kirby              | [ 18 ] |
| 1951                                                  | NO          | Elizabeth Gratton     | Rosemary Henderson        | Yarmila Pachl           | [ 18 ] |
| 1952                                                  | NO          | Rosemary Henderson    | Ann Johnston              | Yarmila Pachl           | [ 18 ] |
| 1953                                                  | NO          | Sonja Currie          | Ann Johnston              | Yarmila Pachl           | [ 18 ] |
| 1954                                                  | NO          | Joan Shippam          | Dianne Williams           | Karen Dixon             | [ 18 ] |
| 1955                                                  | NO          | Wanda June Beasley    | Dianne Williams           | Margaret Crosland       | [ 18 ] |
| 1956                                                  | NO          | Margaret Crosland     | Elaine Richards           | Judy Lawence            | [ 18 ] |
| 1957                                                  | NO          | Doreen Lister         | Eleanor McLeod            | Sandra Tewkesbury       | [ 18 ] |
| 1958                                                  | NO          | Sonia Snelling        | Frances Gold              | Wendy Griner            | [ 18 ] |
| 1959                                                  | NO          | Wendy Griner          | Eleanor McLeod            | Shirra Kenworthy        | [ 18 ] |
| 1960                                                  | NO          | Eleanor McLeod        | Jocelyn Davidson          | Darlene Turk            | [ 18 ] |
| 1961                                                  | NO          | Petra Burka           | Norma Sedlar              | Darlene Turk            | [ 18 ] |
| 1962                                                  | NO          | Valerie Jones         | Norma Sedlar              | Jennifer Jean Wilkin    | [ 18 ] |
| 1963                                                  | NO          | Jennie Sanders        | Gloria Tatton             | Marjorie Hare           | [ 18 ] |
| 1964                                                  | NO          | Shirley Robson        | Roberta Laurent           | Marjorie Hare           | [ 18 ] |
| 1965                                                  | NO          | Karen Magnussen       | Linda Ewisak              | Linda Carbonetto        | [ 18 ] |
| 1966                                                  | NO          | Cathy Irwin           | Linda Ewisak              | Judy McLeod             | [ 18 ] |
| 1967                                                  | NO          | Heather Fraser        | Diana Williams            | Judy Williams           | [ 18 ] |
| 1968                                                  | NO          | Judy Williams         | Alana Wilson              | Mary Ellen Kinsey       | [ 18 ] |
| 1969                                                  | NO          | Mary Petrie           | Mary McCaffrey            | Diane Hall              | [ 18 ] |
| 1970                                                  | NO          | Arlene Hall           | Daria Prychun             | Julie Black             | [ 18 ] |
| 1971                                                  | NO          | Karel Lathem          | Julie Black               | Carol Farmer            | [ 18 ] |
| 1972                                                  | NO          | Lynn Nightingale      | Barbara Terpenning        | Kathy Ostapchuk         | [ 18 ] |
| 1973                                                  | NO          | Patty Welsh           | Kim Alletson              | Gigi Boyd               | [ 18 ] |
| 1974                                                  | NO          | Kim Alletson          | Susan MacDonald           | Kathy Ostapchuk         | [ 19 ] |
| 1975                                                  | NO          | Camille Rebus         | Heather Anderson          | Julie Bowerman          | [ 19 ] |
| 1976                                                  | NO          | Deborah Albright      | Karen Felesko             | Carolyn Skoczen         | [ 19 ] |
| 1977                                                  | NO          | Cathy MacFarlane      | Carolyn Skoczen           | Janet Morrissey         | [ 19 ] |
| 1978                                                  | NO          | Pattie Black          | Sandra Leighton           | Yvonne Anderson         | [ 19 ] |
| 1979                                                  | NO          | Kay Thomson           | Yvonne Anderson           | Kathryn Osterberg       | [ 19 ] |
| 1980                                                  | NO          | Kerry Smith           | Elizabeth Manley          | Diane Stewar            | [ 19 ] |
| 1981                                                  | NO          | Diane Ogibowski       | Andrea Hall               | Dianne Stewart          | [ 19 ] |
| 1982                                                  | NO          | Monica Lipson         | Natalie Reimer            | Lana Sherman            | [ 19 ] |
| 1983                                                  | NO          | Melissa Murphy        | Barbara Butler            | Tracey Robertson        | [ 19 ] |
| 1984                                                  | NO          | Rosmarie Sakic        | Nathalie Sasseville       | Melinda Kunhegyi        | [ 19 ] |
| 1985                                                  | NO          | Nathalie Sasseville   | Dianne Takeuchi           | Linda Florkevich        | [ 19 ] |
| 1986                                                  | NO          | Pamela Giangualano    | Shannon Allison           | Angie Folk              | [ 19 ] |
| 1987                                                  | NO          | Angie Folk            | Josée Arseneaul           | Joelle Batten           | [ 19 ] |
| 1988                                                  | NO          | Tanya Bingert         | Josée Chouinard           | Karen Preston           | [ 19 ] |
| 1989                                                  | NO          | Margot Bion           | Colleen Moir              | Candace Daku            | [ 19 ] |
| 1990                                                  | NO          | Jacquie Taylor        | Mary Angela Larmer-Wilson | Stacey Ball             | [ 19 ] |
| 1991                                                  | NO          | Netty Kim             | Julie Hughes              | Sherry Ball             | [ 19 ] |
| 1992                                                  | NO          | Angela Derochie       | Cathy Belanger            | Nancy Lemieux           | [ 19 ] |
| 1993                                                  | NO          | Keyla Ohs             | Jessica Sheard            | Andreanne Plante        | [ 19 ] |
| 1994                                                  | NO          | Jennifer Robinson     | Tammy Smigelski           | Jamie Salé              | [ 19 ] |
| 1995                                                  | NO          | Rebecca Salisbury     | Kerry Salmoni             | Alison Bennett          | [ 19 ] |
| 1996                                                  | NO          | Martine Dagenais      | Jamie Renee Beresnak      | Nancy Lance             | [ 19 ] |
| 1997                                                  | NO          | Sarah Schmidek        | Stefanie Partridge        | Nathalie Cousineau      | [ 19 ] |
| 1998                                                  | NO          | Marie Laurier         | Veronique Lainesse        | Samantha Marchant       | [ 19 ] |
| 1999                                                  | NO          | Leah Hepner           | Rhea Sy                   | Cynthia Lemaire         | [ 19 ] |
| 2000                                                  | Calgary     | Marianne Dubuc        | Audrey Thibault           | Janina Louie            | [ 19 ] |
| 2001                                                  | Winnipeg    | Joannie Rochette      | Courtney Sokal            | Marie-Luc Jodoin        | [ 19 ] |
| 2002                                                  | Hamilton    | Lauren Wilson         | Cynthia Phaneuf           | Signe Ronka             | [ 19 ] |
| 2003                                                  | Saskatoon   | Meagan Duhamel        | Amanda Billings           | Elizabeth Putnam        | [ 19 ] |
| 2004                                                  | Edmonton    | Myriane Samson        | Jessica Dubé              | Erin Scherrer           | [ 19 ] |
| 2005                                                  | London      | Amélie Lacoste        | Tanika Gibbons            | Amanda Valentine        | [ 19 ] |
| 2006                                                  | Ottawa      | Diane Szmiett         | Stefani Marotta           | Devon Neuls             | [ 19 ] |
| 2007                                                  | Halifax     | Dana Zhalko-Tytarenko | McKenzie Pedersen         | Cecylia Witkowski       | [ 19 ] |
| 2008                                                  | Vancouver   | Kelsey McNeil         | Vanessa Grenier           | Amanda Velenosi         | [ 19 ] |
| 2009                                                  | Saskatoon   | Kate Charbonneau      | Cambria Little            | Rylie McCulloch-Casarsa | [ 66 ] |
| 2010                                                  | London      | Eri Nishimura         | Alana Tidy                | Kaetlyn Osmond          |        |
| 2011                                                  | Victoria    | Roxanne Rheault       | Kitty Qian                | Julianna Sagaria        |        |
| 2012                                                  | Moncton     | Gabrielle Daleman     | Veronik Mallet            | Julianne Séguin         |        |
| 2013                                                  | Mississauga | Larkyn Austman        | Marika Steward            | Madelyn Dunley          |        |
| 2014                                                  | Ottawa      | Kim DeGuise Léveillée | Julianne Delaurier        | Madelyn Dunley          |        |
| 2015                                                  | Kingston    | Selena Zhao           | Cailey England            | Justine Belzile         |        |
| 2016                                                  | Halifax     | Sarah Tamura          | Alicia Pineault           | Megan Yim               |        |
| 2017                                                  | Ottawa      | Aurora Cotop          | Emily Bausback            | Alison Schumacher       | [ 67 ] |
| 2018                                                  | Vancouver   | Olivia Gran           | Sarah-Maude Blanchard     | Victoria Bocknek        | [ 68 ] |
| 2019                                                  | Saint John  | Hannah Dawson         | Madeline Schizas          | Reagan Scott            | [ 69 ] |
| 2020                                                  | Mississauga | Kaiya Ruiter          | Emily Millard             | Kristina Ivanova        | [ 70 ] |
| Zawody nie odbyły się w 2021 roku (Pandemia COVID-19) |             |                       |                           |                         |        |
| 2022                                                  | Ottawa      | Justine Miclette      | Fiona Bombardier          | Michelle Deng           | [ 71 ] |
| 2023                                                  | Oshawa      | Hetty Shi             | Rose Théroux              | Aleksa Volkova          | [ 72 ] |
| 2024                                                  | Calgary     | Lulu Lin              | Aleksa Volkova            | Mély-Ann Gagner         | [ 73 ] |

### Pary sportowe (J)
| Rok                                                   | Miejsce     | Złoto                                        | Srebro                                       | Brąz                                        | Źr.    |
| ----------------------------------------------------- | ----------- | -------------------------------------------- | -------------------------------------------- | ------------------------------------------- | ------ |
| 1933                                                  | NO          | Mary Jane Halsted / Bruce Scythes            | Kathleen Lopdell / Donald Cruikshank         | Joan Taylor / Osborne Colson                | [ 30 ] |
| 1934                                                  | NO          | Audrey Garland / Fraser Sweatman             | Eva Lopdell / Robert Surtees                 | Bunty Lang / Ralph McCreath                 | [ 30 ] |
| 1935                                                  | NO          | Betty Chambers / Ralph McCreath              | Patricia Beauchesne / Robert Surtees         | Margaret Symington / Charles Askwith        | [ 30 ] |
| 1936                                                  | NO          | Audrey Joyce / Harrison Thomson              | Betty Riley / Jack Kilgour                   | Margaret Symington / Charles Askwith        | [ 30 ] |
| 1937                                                  | NO          | Betty Riley / Jack Kilgour                   | Margaret Symington / Charles Askwith         | Patricia Chown / Philip Lee                 | [ 30 ] |
| 1938                                                  | NO          | Patricia Chown / Philip Lee                  | Ruth Hall / Sandy McKechnie                  | Kathleen Lopdell / Peter Chance             | [ 30 ] |
| 1939                                                  | NO          | Kathleen Lopdell / Peter Chance              | Margaret Wilson / Peter Killam               | Florence McNamara / George Reid             | [ 30 ] |
| 1940                                                  | NO          | Shirley Halsted / Michael Kirby              | Margaret Wilson / Peter Killam               | Helen Malcolm / Peter Stranger              | [ 30 ] |
| 1941                                                  | NO          | Margaret Wilson / Peter Killam               | Floraine Ducharme / Wallace Distelmeyer      | Ruth Shuttleworth / Bob Ivey                | [ 30 ] |
| 1942                                                  | NO          | Floraine Ducharme / Wallace Distelmeyer      | Sheila Reid / Fred Drewry                    | Dorothy Benson / Douglas Coughtry           | [ 30 ] |
| 1943                                                  | NO          | Margaret Keeley / Alex Fulton                | Mary McPherson / John Greig                  | Diane Franklin Jones / Will J. White Jr.    | [ 30 ] |
| 1944                                                  | NO          | Sheila Smith / Ross Smith                    | Marilyn Ruth Take / Will J. White Jr.        | Mary McPherson / John Greig                 | [ 30 ] |
| 1945                                                  | NO          | Suzanne Morrow / Norris Bowden               | Joan McLeod / W.A. deNance Jr.               | NO                                          | [ 30 ] |
| 1946                                                  | NO          | Marnie Brereton / Richarl McLaughlin         | Jacqueline Byers / Gordon Paul               | Joan Duval / John Webster                   | [ 30 ] |
| 1947                                                  | NO          | Bette Wrinch / Thornton Opie                 | Joy Forsyth / Donald Taylor                  | Mary Kinner / Peter Firstbrook              | [ 30 ] |
| 1948                                                  | NO          | Pearle Simmers / David Spalding              | Jane Kirby / Donald Tobin                    | Shirley Martin / Ronald Kinney              | [ 30 ] |
| 1949                                                  | NO          | Joy Forsyth / Ronald Vincent                 | Arden Spearing / Clifford Spearing           | Patricia Montgomery / George Montgomery     | [ 30 ] |
| 1950                                                  | NO          | Jane Kirby / Donald Tobin                    | Shirley Ann Deyell / Paul Tatton             | NO                                          | [ 30 ] |
| 1951                                                  | NO          | Audrey Downie / Brain Power                  | Patty Lou Montgomery / George Montgomery     | Elizabeth Redpath / Jean Gaudreault         | [ 30 ] |
| 1952                                                  | NO          | Patricia Spray / Norman Walker               | Arden Mae Spearing / Clifford Spearing       | Kathleen Ilill / Bernard Youlten            | [ 30 ] |
| 1953                                                  | NO          | Dawn Steckley / David Lowery                 | Barbara Wagner / Robert Paul                 | Lesley Goodwin / Albert Walker              | [ 30 ] |
| 1954                                                  | NO          | Barbara Wagner / Robert Paul                 | Dianne Neilson / Edwin Cossitt               | Gale Rennie / Dennis McFarlane              | [ 30 ] |
| 1955                                                  | NO          | Maria Jelinek / Otto Jelinek                 | NO                                           | NO                                          | [ 30 ] |
| 1956                                                  | NO          | Barbara Bourne / Tom Monypenny               | Jane Sinclair / Larry Rost                   | Joan McLeod / Carl Harrison                 | [ 30 ] |
| 1957                                                  | NO          | Joan McLeod / Carl Harrison                  | Jane Sinclair / Larry Rost                   | Patricia Scott / Ian Knight                 | [ 30 ] |
| 1958                                                  | NO          | Judith Rudd / Alastair Munro                 | Lisa Joan Petit / Ian Knight                 | Carol An Biamonte / William Neale           | [ 30 ] |
| 1959                                                  | NO          | Debbi Wilkes / Guy Revell                    | Jane Sinclair / Larry Rost                   | Gertrude Desjardins / Maurice Lafrance      | [ 30 ] |
| 1960                                                  | NO          | Gertrude Desjardins / Maurice Lafrance       | Elinor Flack / Philip McCordick              | Pat Marrs / Frank Clark                     | [ 30 ] |
| 1961                                                  | NO          | Elinor Flack / Philip McCordick              | Wendy Warne / Jim Watters                    | Susan Herriott / Michael Hart               | [ 30 ] |
| 1962                                                  | NO          | Alexis Shields / Christopher Shields         | Linda Ward / Neil Carpenter                  | Bonnie Fuoco / Vernon Hartt                 | [ 30 ] |
| 1963                                                  | NO          | Linda Ann Ward / Neil Carpenter              | Wendy Warne / Jim Watters                    | Susan Huehnergard / Paul Huehnergard        | [ 30 ] |
| 1964                                                  | NO          | Susan Huehnergard / Paul Huehnergard         | Sharon Davis / Ross Garner                   | Bette Ann McKilligan / Hon McKilligan       | [ 30 ] |
| 1965                                                  | NO          | Bette Ann McKilligan / Hon McKilligan        | Derijan Redsell / Ross Garner                | Anna Forder / Richard Stephens              | [ 30 ] |
| 1966                                                  | NO          | Anna Forder / Richard Stephens               | Nancy Dover / Steven Dover                   | Helen Askew / Richard Askew                 | [ 30 ] |
| 1967                                                  | NO          | Mary Jane Oke / Victor Irving                | Mary Petrie / Robert McAvoy                  | Maureen Walker / Dick Shedlowski            | [ 30 ] |
| 1968                                                  | NO          | Maureen Walker / Dick Shedlowski             | Mary Petrie / Robert McAvoy                  | Nicola Gafuik / Dan Dorohoy                 | [ 30 ] |
| 1969                                                  | NO          | Mary Petrie / Robert McAvoy                  | Sandra Bezic / Val Bezic                     | Debbie Jones / Michael Bradley              | [ 30 ] |
| 1970                                                  | NO          | Marian Murray / Glenn Moore                  | Elizabeth Taylor / John Hubbel               | Linda Tasker / Allen Carson                 | [ 30 ] |
| 1971                                                  | NO          | Linda Tasker / Allen Carson                  | Daria Prychun / Roger Uuemae                 | Nancy Gruhl / Rick Gruhl                    | [ 30 ] |
| 1972                                                  | NO          | Linda Watts / Don Fraser                     | Daria Prychun / Roger Uuemae                 | Marie-Ellen Souche / Bernard Souche         | [ 30 ] |
| 1973                                                  | NO          | Kathy Hutchinson / Jamie McGrigor            | Marie-Ellen Souche / Bernard Souche          | Nancy Gruhl / Rick Gruhl                    | [ 30 ] |
| 1974                                                  | NO          | Cheri Pinner / Dennis Pinner                 | Karen Newton / Glen Faframboise              | Christine McBeth / Bob Dick                 | [ 31 ] |
| 1975                                                  | NO          | Marie-Ellen Souche / Bernard Souche          | Karen Newton / Glen Faframboise              | Janet Hominuke / Mark Hominuke              | [ 31 ] |
| 1976                                                  | NO          | Lynne Begin / Mark Gignac                    | Sherri Baier / Robin Cowan                   | Janet Hominuke / Mark Hominuke              | [ 31 ] |
| 1977                                                  | NO          | Josie France / Paul Mills                    | Sherri Baier / Robin Cowan                   | Leslie Casper / Eric Thomsen                | [ 31 ] |
| 1978                                                  | NO          | Barbara Underhill / Paul Martini             | Lorri Baier / Lloyd Eisler                   | Katherina Matousek / Brad Starchuk          | [ 31 ] |
| 1979                                                  | NO          | Lorri Baier / Lloyd Eisler                   | Becky Gough / Mark Rowsom                    | Katherina Matousek / William O’Neill        | [ 31 ] |
| 1980                                                  | NO          | Becky Gough / Mark Rowsom                    | Mary Jo Fedy / Tim Mills                     | Janice Shomphe / Lyndon Johnston            | [ 31 ] |
| 1981                                                  | NO          | Melinda Kunhegyi / Lyndon Johnston           | Mary Jo Fedy / Tim Mills                     | Vanessa Howe / Jeff Mawle                   | [ 31 ] |
| 1982                                                  | NO          | Julie Brault / Richard Gauthier              | Bonnie Epp / Leonard Warkentin               | Leslie Robinson / Neil Tamoruski            | [ 31 ] |
| 1983                                                  | NO          | Lynda Ivanich / John Ivanich                 | Laurene Collin / David Howe                  | Lynn Frasson / Dough Ladret                 | [ 31 ] |
| 1984                                                  | NO          | Penny Schultz / Scott Grover                 | Isabelle Kourie / Guy Trudeau                | Bonnie Epp / John Penticost                 | [ 31 ] |
| 1985                                                  | NO          | Isabelle Brasseur / Pascal Courchesne        | Barbara Martin / John Penticost              | Denise Benning / Alan Kerslake              | [ 31 ] |
| 1986                                                  | NO          | Melanie Gaylor / Lee Barkell                 | Katherine Kates / Robert Kates               | Michelle Menzies / Kevin Wheeler            | [ 31 ] |
| 1987                                                  | NO          | Michelle Menzies / Kevin Wheeler             | Twana Rose / Colin Epp                       | Jodi Barnes / Rob Williams                  | [ 31 ] |
| 1988                                                  | NO          | Cindy Landry / Sylvain Lalonde               | Marie-Josée Fortin / Jean-Michael Bombardier | Twana Rose / Colin Epp                      | [ 31 ] |
| 1989                                                  | NO          | Marie-Josée Fortin / Jean-Michael Bombardier | Sherry Ball / Kris Wirtz                     | Marie-Claude Savard-Gagnon / Luc Bradet     | [ 31 ] |
| 1990                                                  | NO          | Marie-Claude Savard-Gagnon / Luc Bradet      | Kristy Sargeant / Colin Epp                  | Allison Gaylor / John Robinson              | [ 31 ] |
| 1991                                                  | NO          | Penny Papaioannou / Raoul LeBlanc            | Jamie Salé / Jason Turner                    | Annik Douaire / Martin Gaudreault           | [ 31 ] |
| 1992                                                  | NO          | Jamie Salé / Jason Turner                    | Caroline Haddad / Jean-S. Fecteau            | Jodeyne Higgins / Sean Rice                 | [ 31 ] |
| 1993                                                  | NO          | Julie Laporte / David Pelletier              | Isabelle Coulombe / Bruno Marcotte           | Kelly McKenzie / David Annecca              | [ 31 ] |
| 1994                                                  | NO          | Isabelle Coulombe / Bruno Marcotte           | Fabiana Prudente / Andrew Bertleff           | Marilyn Luis / Patrice Archetto             | [ 31 ] |
| 1995                                                  | NO          | Marilyn Luis / Patrice Archetto              | Samantha Marchant / Chad Hawse               | Jennifer Pregnolato / Sébastien Morin       | [ 31 ] |
| 1996                                                  | NO          | Samantha Marchant / Chad Hawse               | Nadine Prenovost / David Annecca             | Kara Rijnen / Michael Pollard               | [ 31 ] |
| 1997                                                  | NO          | Marie Laurier / Shane Dennison               | Jaime O’Reilly / Clinton Petersen            | Marnie Wade / Lenny Faustino                | [ 31 ] |
| 1998                                                  | NO          | Marie-France Lachapelle / Sacha Blanchet     | Jaime O’Reilly / Clinton Petersen            | Jacinthe Larivière / Lenny Faustino         | [ 31 ] |
| 1999                                                  | NO          | Jessica Sawkins / C.J. Pugh                  | Jaime O’Reilly / David Moellenkamp           | Chantal Poirier-Saykaly / Dany Provost      | [ 31 ] |
| 2000                                                  | Calgary     | Chantal Poirier / Craig Buntin               | Jennifer Dubois / Sean Wirtz                 | Melissa Mazzon / Mark Leslie                | [ 31 ] |
| 2001                                                  | Winnipeg    | Johanna Purdy / Kevin Maguire                | Carla Montgomery / Jarvis Hetu               | D'Laney Bruneau / Clinton Petersen          | [ 31 ] |
| 2002                                                  | Hamilton    | Carla Montgomery / Ryan Arnold               | Meeran Trombley / Jesse Sturdy               | Cathy Monette / Daniel Castelo              | [ 31 ] |
| 2003                                                  | Saskatoon   | Jessica Dubé / Samuel Tetrault               | Lindsay McCaustlin / Christopher Davies      | Aimee Collier / Christopher Richardson      | [ 31 ] |
| 2004                                                  | Edmonton    | Jessica Dubé / Bryce Davison                 | Terra Findlay / John Mattatall               | Michelle Cronin / Brian Shales              | [ 31 ] |
| 2005                                                  | London      | Michelle Cronin / Brian Shales               | Becky Cosford / Christopher Richardson       | Stephanie Valois / Jonathan Boudreau-Beland | [ 31 ] |
| 2006                                                  | Ottawa      | Kyra Moscovitch / Dylan Moscovitch           | Rachel Kirkland / Eric Radford               | Taylor Steele / Robert Paxton               | [ 31 ] |
| 2007                                                  | Halifax     | Carolyn MacCuish / Andrew Evans              | Amanda Velenosi / Mark Fernandez             | Sarah McCoy / Aaron Van Cleave              | [ 31 ] |
| 2008                                                  | Vancouver   | Monica Pisotta / Michael Stewart             | Paige Lawrence / Rudi Swiegers               | Christi Anne Steele / Adam Johnson          | [ 31 ] |
| 2009                                                  | Saskatoon   | Brittany Jones / Kurtis Gaskell              | Sara Jones / Jeremy Sandor                   | Maddison Bird / Raymond Schultz             | [ 74 ] |
| 2010                                                  | London      | Margaret Purdy / Michael Marinaro            | Tara Hancherow / Sébastien Wolfe             | Katherine Bobak / Matthew Penasse           |        |
| 2011                                                  | Victoria    | Natasha Purich / Raymond Schultz             | Tara Hancherow / Sébastien Wolfe             | Katherine Bobak / Matthew Penasse           |        |
| 2012                                                  | Moncton     | Katherine Bobak / Ian Beharry                | Krystel Desjardins / Charlie Bilodeau        | Mary Orr / Anthony Furiano                  |        |
| 2013                                                  | Mississauga | Hayleigh Bell / Alistair Sylvester           | Natasha Purich / Sebastian Arcieri           | Mary Orr / Anthony Furiano                  |        |
| 2014                                                  | Ottawa      | Vanessa Grenier / Maxime Deschamps           | Julianne Séguin / Charlie Bilodeau           | Mary Orr / Phelan Simpson                   |        |
| 2015                                                  | Kingston    | Mary Orr / Phelan Simpson                    | Shalena Rau / Sebastian Arcieri              | Rachael Dobson / Alexander Sheldrick        |        |
| 2016                                                  | Halifax     | Hope McLean / Trennt Michaud                 | Bryn Hoffman / Bryce Chudak                  | Allison Eby / Brett Varley                  |        |
| 2017                                                  | Ottawa      | Evelyn Walsh / Trennt Michaud                | Lori-Ann Matte / Thierry Ferland             | Olivia Boys-Eddy / Mackenzie Boys-Eddy      | [ 75 ] |
| 2018                                                  | Vancouver   | Lori-Ann Matte / Thierry Ferland             | Patricia Andrew / Paxton Knott               | Gabrielle Levesque / Pier-Alexandre Hudon   | [ 76 ] |
| 2019                                                  | Saint John  | Chloe Choinard / Mathieu Ostiguy             | Brooke McIntosh / Brandon Toste              | Gabrielle Levesque / Pier-Alexandre Hudon   | [ 77 ] |
| 2020                                                  | Mississauga | Patricia Andrew / Zachary Daleman            | Gabrielle Levesque / Pier-Alexandre Hudon    | Kelly-Ann Laurin / Loucas Éthier            | [ 78 ] |
| Zawody nie odbyły się w 2021 roku (Pandemia COVID-19) |             |                                              |                                              |                                             |        |
| 2022                                                  | Ottawa      | Brooke McIntosh / Benjamin Mimar             | Summer Homick / Marty Haubrich               | Emy Carignan / Bryan Pierro                 | [ 79 ] |
| 2023                                                  | Oshawa      | Chloe Panetta / Kieran Thrasher              | Ava Kemp / Yohnatan Elizarov                 | Martina Ariano Kent / Alexis Leduc          | [ 80 ] |
| 2024                                                  | Calgary     | Ava Kemp / Yohnatan Elizarov                 | Martina Ariano-Kent / Charly Laliberté-Laure | Jazmine Desrochers / Kieran Thrasher        | [ 81 ] |

### Pary taneczne (J)
| Rok                                                   | Miejsce     | Złoto                                 | Srebro                                      | Brąz                                     | Źr.    |
| ----------------------------------------------------- | ----------- | ------------------------------------- | ------------------------------------------- | ---------------------------------------- | ------ |
| 1953                                                  | NO          | Geraldine Fenton / Glen Skuce         | Claudette Lacaille / Jeffery Johnston       | Patty Lou Montgomery / George Montgomery | [ 42 ] |
| 1954                                                  | NO          | Doreen Leech / Normal Walker          | Claudette Lacaille / Jeffrey Johnston       | Leone Miller / Dennis McFarlane          | [ 42 ] |
| 1955                                                  | NO          | Barbara Jean Jacques / Gordon Manzie  | Helen Lawson / Max Gould                    | Elizabeth Parkinson / Dwight Parkinson   | [ 42 ] |
| 1956                                                  | NO          | Beverley Orr / Hugh Smith             | Elaine Protheroe / William Trimble          | Peggy Brown / Rod McDonald               | [ 42 ] |
| 1957                                                  | NO          | Elaine Protheroe / William Trimble    | Svata Staroba / Mirek Staroba               | Florence Morgan / Jack Morgan            | [ 42 ] |
| 1958                                                  | NO          | Svata Staroba / Mirek Staroba         | Ann Martin / Edward Collins                 | Eleanos McLeod / Carl Harrison           | [ 42 ] |
| 1959                                                  | NO          | Vivian Tutton / Gilles Vanasse        | Marijane Lennie / Karl Benzing              | Donna Lee Mitchell / John Mitchell       | [ 42 ] |
| 1960                                                  | NO          | Donna Lee Mitchell / John Mitchell    | Marijane Lennie / Karl Benzing              | Vivian Percival / Roger Wickson          | [ 42 ] |
| 1961                                                  | NO          | Paulette Doan / Kenneth Ormsby        | Marilyn Crawford / Blair Armitage           | Carole Holliday / Brian Bailie           | [ 42 ] |
| 1962                                                  | NO          | Carole Forrest / Kevin Lethbridge     | Marilyn Berry / Richard Dunilap             | Gail Snyder / Wayne Palmer               | [ 42 ] |
| 1963                                                  | NO          | Bunne Lilley / John Booker            | Lynn Matthews / Bryon Topping               | Judith Richardson / Brian Bailie         | [ 42 ] |
| 1964                                                  | NO          | Gail Snyder / Wayne Palmer            | Lynn Matthews / Bryon Topping               | Mary Ellen McQuarrie / Jim Hibak         | [ 42 ] |
| 1965                                                  | NO          | Judy Henderson / John Bailey          | Joni Graham / Don Phillips                  | Dale Newmarch / Bryce Swetman            | [ 42 ] |
| 1966                                                  | NO          | Joni Graham / Don Phillips            | Janet Cowling / Thomas Falls                | Maureen Peever / Bruce Lennie            | [ 42 ] |
| 1967                                                  | NO          | Donna Taylor / Bruce Lennie           | Mary Church / Tom Falls                     | Hazel Pike / Phillip Boskill             | [ 42 ] |
| 1968                                                  | NO          | Mary Church / Tom Falls               | Hazel Pike / Phillip Boskill                | Louise Lind / Barry Soper                | [ 42 ] |
| 1969                                                  | NO          | Louise Lind / Barry Soper             | Brenda Sandys / James Holden                | Beth Ralbosky / Richard Dowding          | [ 42 ] |
| 1970                                                  | NO          | Linda Roe / Kevin Cottam              | Judy Currah / Keith Caughell                | Brenda Sandys / Jim Holden               | [ 42 ] |
| 1971                                                  | NO          | Barbara Berezowski / David Porter     | Judy Currah / Keith Caughell                | Lynn Peckinpaugh / Eric Gillies          | [ 42 ] |
| 1972                                                  | NO          | Judy Currah / Keith Caughell          | Shelley MacLeod / Robert Knapp              | Debra Robertson / Greg Ladret            | [ 42 ] |
| 1973                                                  | NO          | Deborah Dowding / John Dowding        | Debra Robertson / Greg Ladret               | Ginnie Greico / John Rait                | [ 42 ] |
| 1974                                                  | NO          | Susan Carscallen / Eric Gillies       | Ginnie Greico / John Rait                   | Debbie Burke / Randy Burke               | [ 43 ] |
| 1975                                                  | NO          | Judie Jeffcott / Keith Swindlehurst   | Debbie Young / Greg Young                   | Amy Martin / David Martin                | [ 43 ] |
| 1976                                                  | NO          | Deborah Young / Gregory Young         | Amy Martin / David Martin                   | Janice Blakely / Michael de la Penotiere | [ 43 ] |
| 1977                                                  | NO          | Marie McNeill / Rob McCall            | Julie Hammonds / Bob Heighington            | Joanne French / John Thomas              | [ 43 ] |
| 1978                                                  | NO          | Joanne French / John Thomas           | Lillian Heming / Murray Carey               | Martine Vigouret / Alan Atkins           | [ 43 ] |
| 1979                                                  | NO          | Kelly Johnson / Kris Barber           | Gina Aucoin / Peter Ponikau                 | Darlene Wendt / Wayne Hussey             | [ 43 ] |
| 1980                                                  | NO          | Tracy Wilson / Mark Stokes            | Donna Martin / John Coyne                   | Tracy Michael / Kerry Spong              | [ 43 ] |
| 1981                                                  | NO          | Karyn Garossino / Rod Garossino       | Karen Taylor / Robert Burk                  | Donna Martin / John Coyne                | [ 43 ] |
| 1982                                                  | NO          | Teri-Lynn Black / Mirko Savic         | Isabelle Duchesnay / Paul Duchesnay         | Michelle McDonald / Patrick Mandley      | [ 43 ] |
| 1983                                                  | NO          | Michelle McDonald / Patrick Mandley   | Jo-Anne Borlase / Scott Chalmers            | Christine Horton / Michael Farrington    | [ 43 ] |
| 1984                                                  | NO          | Christine Horton / Michael Farrington | Jo-Anne Borlase / Scott Chalmers            | Penny Mann / Richard Perkins             | [ 43 ] |
| 1985                                                  | NO          | Penny Mann / Richard Perkins          | Kim Hanford / Julien Lalonde                | Monica Degeman / David Drezdoff          | [ 43 ] |
| 1986                                                  | NO          | Melanie Cole / Martin Smith           | Nathalie Lessard / Darcy Pleckham           | Catherine Pal / Donald Godfrey           | [ 43 ] |
| 1987                                                  | NO          | Catherine Pal / Donald Godfrey        | Jacqueline Petr / Mark Janoschak            | Pamela Watson / Aimée LeBlanc            | [ 43 ] |
| 1988                                                  | NO          | Jacqueline Petr / Mark Janoschak      | Julie Marcotte / Juan Carlos Noria          | Chantal Loyer / Rock LeMay               | [ 43 ] |
| 1989                                                  | NO          | Julie Marcotte / Juan Carlos Noria    | Jennifer Nocito / Brad Hopkins              | Allison McLean / Konrad Schaub           | [ 43 ] |
| 1990                                                  | NO          | Isabelle Labossiere / Mitchell Gould  | Marie-France Dubreuil / Bruno Yvars         | Brigette Richer / Michel Brunet          | [ 43 ] |
| 1991                                                  | NO          | Marie-France Dubreuil / Bruno Yvars   | Amelie Dion / Alexandre Alain               | Martine Patenaude / Eric Massé           | [ 43 ] |
| 1992                                                  | NO          | Shae-Lynn Bourne / Victor Kraatz      | Amelie Dion / Alexandre Alain               | Martine Michaud / Sylvain Leclerc        | [ 43 ] |
| 1993                                                  | NO          | Martine Michaud / Sylvain Leclerc     | Elizabeth Hollett / Pierre-Hugues Chouinard | Josée Piché / Pascal Denis               | [ 43 ] |
| 1994                                                  | NO          | Chantal Lefebvre / Patrice Lauzon     | Josée Piché / Pascal Denis                  | Megan Wing / Aaron Lowe                  | [ 43 ] |
| 1995                                                  | NO          | Amanda Cotroneo / Mark Bradshaw       | Chantal Ares / Chuck Reaman                 | Isabelle Bourgault / Jonathan Lapointe   | [ 43 ] |
| 1996                                                  | NO          | Dara Henderson / Jonathan Pankratz    | Laura Currie / Jeff Smith                   | Teri Ninacs / Kevin Cheshire             | [ 43 ] |
| 1997                                                  | NO          | Laura Currie / Jeff Smith             | Cindy Bouras / Jean-Nicolas Chagnon         | Sonia Francoeur / Michel Bigras          | [ 43 ] |
| 1998                                                  | NO          | Rebecca Babb / Joshua Babb            | Marjolaine Mineau / Dana Grant              | Sonia Francoeur / Robert Kiricsi         | [ 43 ] |
| 1999                                                  | NO          | Brenda Key / Ryan Smith               | Marie-Pierre Chalifoux / Daniel Turpin      | Melissa Ackad / Matthieu Rainville       | [ 43 ] |
| 2000                                                  | Calgary     | Melissa Ackad / Mathieu Rainville     | Kristy MacCabe / Brian Innes                | Sheri Moir / Danny Moir                  | [ 43 ] |
| 2001                                                  | Winnipeg    | Tara Doherty / Tyler Myles            | Sheri Moir / Danny Moir                     | Lauren Flynn / Leif Gislason             | [ 43 ] |
| 2002                                                  | Hamilton    | Mylene Girard / Brian Innes           | Lauren Flynn / Leif Gislason                | Sabrina Granata / Bradley Yaeger         | [ 43 ] |
| 2003                                                  | Saskatoon   | Melissa Piperno / Liam Dougherty      | Mylene Girard / Bradley Yaeger              | Siobhan Karam / Joshua McGrath           | [ 43 ] |
| 2004                                                  | Edmonton    | Tessa Virtue / Scott Moir             | Lauren Senft / Leif Gislason                | Siobhan Karam / Joshua McGrath           | [ 43 ] |
| 2005                                                  | London      | Siobhan Karam / Joshua McGrath        | Allie Hann-McCurdy / Michael Coreno         | Alice Graham / Andrew Poje               | [ 43 ] |
| 2006                                                  | Ottawa      | Allie Hann-McCurdy / Michael Coreno   | Mylene Lamoureux / Michael Mee              | Andrea Chong / Spencer Barnes            | [ 43 ] |
| 2007                                                  | Halifax     | Vanessa Crone / Paul Poirier          | Joanna Lenko / Mitchell Islam               | Sophie Knippel / Matthew Doleman         | [ 43 ] |
| 2008                                                  | Vancouver   | Kharis Ralph / Asher Hill             | Karen Routhier / Eric Saucke-Lacelle        | Sophie Knippel / Andrew Britten          | [ 43 ] |
| 2009                                                  | Saskatoon   | Karen Routhier / Eric Saucke-Lacelle  | Tarrah Harvey / Keith Gagnon                | Alexandra Paul / Jason Cheperdak         | [ 82 ] |
| 2010                                                  | London      | Alexandra Paul / Mitchell Islam       | Olivia Nicole Martins / Alvin Chau          | Abby Carswell / Andrew Doleman           | [ 83 ] |
| 2011                                                  | Victoria    | Nicole Orford / Thomas Williams       | Kelly Oliveira / Jordan Hockley             | Victoria Hasegawa / Connor Hasegawa      | [ 84 ] |
| 2012                                                  | Moncton     | Andréanne Poulin / Marc-André Servant | Madeline Edwards / Zhao Kai Pang            | Noa Bruser / Timothy Lum                 | [ 47 ] |
| 2013                                                  | Mississauga | Madeline Edwards / Zhao Kai Pang      | Mackenzie Bent / Garrett MacKeen            | Caelen Dalmer / Shane Firus              | [ 48 ] |
| 2014                                                  | Ottawa      | Mackenzie Bent / Garrett MacKeen      | Melinda Meng / Andrew Meng                  | Brianna Delmaestro / Timothy Lum         | [ 49 ] |
| 2015                                                  | Kingston    | Brianna Delmaestro / Timothy Lum      | Lauren Collins / Shane Firus                | Melinda Meng / Andrew Meng               |        |
| 2016                                                  | Halifax     | Mackenzie Bent / Dmitre Razgulajevs   | Marjorie Lajoie / Zachary Lagha             | Melinda Meng / Andrew Meng               |        |
| 2017                                                  | Ottawa      | Marjorie Lajoie / Zachary Lagha       | Ashlynne Stairs / Lee Royer                 | Danielle Wu / Nik Mirzakhani             | [ 85 ] |
| 2018                                                  | Vancouver   | Marjorie Lajoie / Zachary Lagha       | Olivia McIsaac / Elliott Graham             | Ashlynne Stairs / Lee Royer              | [ 86 ] |
| 2019                                                  | Saint John  | Marjorie Lajoie / Zachary Lagha       | Alicia Fabbri / Paul Ayer                   | Natalie D’Alessandro / Bruce Waddell     | [ 87 ] |
| 2020                                                  | Mississauga | Emmy Bronsard / Aissa Bouaraguia      | Nadiia Bashynska / Peter Beaumont           | Olivia McIsaac / Corey Circelli          | [ 88 ] |
| Zawody nie odbyły się w 2021 roku (Pandemia COVID-19) |             |                                       |                                             |                                          |        |
| 2022                                                  | Ottawa      | Natalie D’Alessandro / Bruce Waddell  | Nadiia Bashynska / Peter Beaumont           | Miku Makita / Tyler Gunara               | [ 89 ] |
| 2023                                                  | Oshawa      | Nadiia Bashynska / Peter Beaumont     | Sandrine Gauthier / Quentin Thieren         | Hailey Yu / Brendan Giang                | [ 90 ] |
| 2024                                                  | Calgary     | Layla Veillon / Alexander Brandys     | Chloe Nguyen / Brendan Giang                | Alisa Korneva / Kieran MacDonald         | [ 91 ] |

## Medaliści w kategorii Novice

### Soliści (N)
| Rok  | Miejsce     | Złoto                             | Srebro                | Brąz               | Źr.    |
| ---- | ----------- | --------------------------------- | --------------------- | ------------------ | ------ |
| 1966 | NO          | Ronald Shaver                     | Bob McAvoy            | Patrick McKilligan | [ 1 ]  |
| 1967 | NO          | Patrick McKilligan                | Kenneth Polk          | Paul Fisher        | [ 1 ]  |
| 1968 | NO          | Steven Sugar                      | Raymond Naismith      | Paul Fisher        | [ 1 ]  |
| 1969 | NO          | Roger Uuemae                      | Peter Penev           | Skip Groff         | [ 1 ]  |
| 1970 | NO          | Stan Bohonek                      | Ted Barton            | Glen Laframboise   | [ 1 ]  |
| 1971 | NO          | Lee Armstrong                     | Kevin Robertson       | Jean-F. Desmarais  | [ 1 ]  |
| 1972 | NO          | Kevin Robertson                   | Barry Fraser          | Bob Houstoun       | [ 1 ]  |
| 1973 | NO          | Vern Taylor                       | Ken Moir              | Billey Smith       | [ 1 ]  |
| 1974 | NO          | Kevin Hicks                       | Gary Beacom           | Gordon Forbes      | [ 2 ]  |
| 1975 | NO          | Daniel Béland                     | Ricky O’Neil          | Roy Priesnitz      | [ 2 ]  |
| 1976 | NO          | Kevin Parker                      | Henri April           | Mark MacVean       | [ 2 ]  |
| 1977 | NO          | Brian Orser                       | John Thomas           | Campbell Sinclair  | [ 2 ]  |
| 1978 | NO          | Ronni Unrau                       | Shaun McGill          | Robert Tebby       | [ 2 ]  |
| 1979 | NO          | Brad McLean                       | Darin Mattewson       | Troy Ruptash       | [ 2 ]  |
| 1980 | NO          | Lloyd Eisler                      | Darryl Clark          | Ghislain Briand    | [ 2 ]  |
| 1981 | NO          | Lauren Patterson                  | Douglas Schmierer     | Todd Mullin        | [ 2 ]  |
| 1982 | NO          | Marc Ferland                      | Scott Rachuk          | Blaise Kirchgesner | [ 2 ]  |
| 1983 | NO          | Kurt Browning                     | David Peacock         | Jeffrey Partrick   | [ 2 ]  |
| 1984 | NO          | Craig Burns                       | Scott O’Neill         | Colin Epp          | [ 2 ]  |
| 1985 | NO          | Cory Watson                       | Brent Frank           | Darran Leaker      | [ 2 ]  |
| 1986 | NO          | Darran Leaker                     | Marcus Christensen    | Elvis Stojko       | [ 2 ]  |
| 1987 | NO          | Glenn Fortin                      | Sébastien Britten     | Andrew Hoddinott   | [ 2 ]  |
| 1988 | NO          | Jason Mongrain                    | Herb Cherwoniak       | Brian Jessup       | [ 2 ]  |
| 1989 | NO          | Stacy-Paul Healy                  | Marc Schneider        | Shane Troyer       | [ 2 ]  |
| 1990 | NO          | Matthew Knight                    | Ravi Walia            | Andrew Smith       | [ 2 ]  |
| 1991 | NO          | Jeffrey Langdon                   | Brett Dunlop          | Yvan Desjardins    | [ 2 ]  |
| 1992 | NO          | Christopher Rose                  | Daniel Bellemare      | Paolo Vaccari      | [ 2 ]  |
| 1993 | NO          | Collin Thompson                   | David D’Cruz          | Jeff Trott         | [ 2 ]  |
| 1994 | NO          | Jayson Dénommée                   | Guiliano Cosentino    | Ryan Hill          | [ 2 ]  |
| 1995 | NO          | Douglas Bourque                   | Emanuel Sandhu        | Ben Ferreira       | [ 2 ]  |
| 1996 | NO          | Sean Kelly                        | Carl Des Rosiers      | Clinton Petersen   | [ 2 ]  |
| 1997 | NO          | Hugh Yik                          | Jeff Franklin         | Chad Kilburn       | [ 2 ]  |
| 1998 | NO          | Michael Steinbach                 | Christopher Mabee     | Joel Geleynse      | [ 2 ]  |
| 1999 | NO          | Maxim Lippé                       | Rory Allen            | Alexandre Hamel    | [ 2 ]  |
| 2000 | NO          | Shawn Sawyer                      | Cedric Demers         | Damien Mainprize   | [ 2 ]  |
| 2001 | NO          |                                   |                       |                    |        |
| 2002 | NO          |                                   | Vaughn Chipeur        |                    |        |
| 2003 | NO          | Kevin Reynolds                    |                       | Bryce Davison      |        |
| 2004 | NO          | Patrick Chan                      |                       |                    |        |
| 2005 | NO          |                                   |                       |                    |        |
| 2006 | NO          |                                   |                       |                    |        |
| 2007 | Brampton    | Louis-Philippe Sirois             | Andrei Rogozine       | Paul Poirier       |        |
| 2008 | Ottawa      | Jackson Wood                      | Shaquille Davis       | Charles Dion       |        |
| 2009 | Calgary     | Nam Nguyen                        | Garrett Gosselin      | Sasha Alcoloumbre  |        |
| 2010 | London      | Jordan Ju                         | Samuel Angers         | Peter O’Brien      |        |
| 2011 | Victoria    | Mitchell Gordon                   | Mathieu Nepton        | Christophe Belley  |        |
| 2012 | Moncton     | Anthony Kan                       | Roman Sadovsky        | Nicolas Nadeau     |        |
| 2013 | Mississauga | Daniel Olivier Boulanger-Trottier | Eric Liu              | Antony Cheng       |        |
| 2014 | Ottawa      | Joseph Phan                       | Edrian Paul Celestino | Josh Allen         |        |
| 2015 | Kingston    | Gabriel St-Jean                   | Gabriel Farand        | Conrad Orzel       |        |
| 2016 | Halifax     | Stephen Gogolev                   | Matthew Markell       | Bruce Waddell      |        |
| 2017 | Ottawa      | Corey Circelli                    | Dawson Nodwell        | Alistair Lam       | [ 92 ] |
| 2018 | Vancouver   | Alec Guinzbourg                   | Aleksa Rakic          | Brian Chiem        | [ 93 ] |
| 2019 | Saint John  | Wesley Chiu                       | Shuma Mugii           | Matthew Newnham    | [ 94 ] |
| 2020 | Mississauga | John Kim                          | Maksim Chelmaev       | Brendan Wong       | [ 95 ] |

### Solistki (N)
| Rok  | Miejsce     | Złoto                  | Srebro             | Brąz                 | Źr.    |
| ---- | ----------- | ---------------------- | ------------------ | -------------------- | ------ |
| 1966 | NO          | Mary Petrie            | Ruth Hutchinson    | Benita Cave          | [ 18 ] |
| 1967 | NO          | Mary McCaffrey         | Cynthia Millar     | Diane Hall           | [ 18 ] |
| 1968 | NO          | Madeleine Begg         | Karel Latham       | Sandra Bezic         | [ 18 ] |
| 1969 | NO          | Julie Black            | Arlene Hall        | Yetti Steinbrecher   | [ 18 ] |
| 1970 | NO          | Rea Kraisosky          | Patricia Modde     | Debbie Barter        | [ 18 ] |
| 1971 | NO          | Kim Wylie              | Barbara Terpenning | Cynthia Zacher       | [ 18 ] |
| 1972 | NO          | Judy Bowden            | Kim Alletson       | Patricia Woods       | [ 18 ] |
| 1973 | NO          | Susan McDonald         | Julie Bowerman     | Naomi Taguchi        | [ 18 ] |
| 1974 | NO          | Heather Anderson       | Lisa Mowatt        | Janet Morrissey      | [ 19 ] |
| 1975 | NO          | Joyce Fordyce          | Carolyn Skoczen    | Patrice Black        | [ 19 ] |
| 1976 | NO          | Joan Pavelich          | Patrice Black      | Sandra Mattiussi     | [ 19 ] |
| 1977 | NO          | Nancy Buys             | Sherri Baier       | Michelle Simpson     | [ 19 ] |
| 1978 | NO          | Lorri Baier            | Kelli Ann Ashbaugh | Jill Reid            | [ 19 ] |
| 1979 | NO          | Tracey Wainman         | Ann Parfitt-Lewis  | Nathalie Barrette    | [ 19 ] |
| 1980 | NO          | Diane Ogibowski        | Meredith Owen      | Barbara Butler       | [ 19 ] |
| 1981 | NO          | Tracey Robertson       | Monica Lipson      | Rosmary Sakic        | [ 19 ] |
| 1982 | NO          | Melissa Murphy         | Manon Maurice      | Melanie Jaeger       | [ 19 ] |
| 1983 | NO          | Nathalie Sasseville    | Pamela Giangualano | Kitty Kelly          | [ 19 ] |
| 1984 | NO          | Trudy Treslan          | Susan Mackay       | Tricia Meeres        | [ 19 ] |
| 1985 | NO          | Shannon Allison        | Lisa Nickelt       | Tanya Bingert        | [ 19 ] |
| 1986 | NO          | Joelle Batten          | Kristie Hehr       | Chantal Gagnon       | [ 19 ] |
| 1987 | NO          | Margot Bion            | Judith Tartal      | Karen Preston        | [ 19 ] |
| 1988 | NO          | Jennifer White         | Candace Daku       | Elizabeth Hampton    | [ 19 ] |
| 1989 | NO          | Jacquie Taylor         | Elizabeth Hampton  | Karen Sauvageau      | [ 19 ] |
| 1990 | NO          | Jennifer Prowse        | Jay Chatterson     | Sherry Ball          | [ 19 ] |
| 1991 | NO          | Stephanie Fiorito      | Genevieve Lagacé   | Jessica Sheard       | [ 19 ] |
| 1992 | NO          | Mandy Gibson           | Shannon Armstrong  | Jamie Salé           | [ 19 ] |
| 1993 | NO          | Isabelle Thibeault     | Lisa Daly          | Tammy Wagner         | [ 19 ] |
| 1994 | NO          | Sarah Schmidek         | Tamara Styka       | Kelly Harris         | [ 19 ] |
| 1995 | NO          | Marie-France Peloquin  | Veronica Boudreau  | Nancy Lance          | [ 19 ] |
| 1996 | NO          | Marie-Eve Vezina       | Valerie Marcoux    | Marie-Annick Cantin  | [ 19 ] |
| 1997 | NO          | Leah Hepner            | Audrey Thibault    | Josiane Boutin       | [ 19 ] |
| 1998 | NO          | Marie Michelle McDuff  | Connie Colwell     | Marianne Dubuc       | [ 19 ] |
| 1999 | NO          | Kristen Avis           | Pascale Bergeron   | Jill Young           | [ 19 ] |
| 2000 | NO          | Joannie Rochette       | Courtney Sokal     | Marie-Luc Jodoin     | [ 19 ] |
| 2001 | NO          |                        |                    |                      |        |
| 2002 | NO          |                        |                    |                      |        |
| 2003 | NO          |                        |                    |                      |        |
| 2004 | NO          |                        |                    |                      |        |
| 2005 | NO          |                        |                    |                      |        |
| 2006 | NO          |                        |                    |                      |        |
| 2007 | Brampton    | Rika Inoda             | Rebecca Addison    | Vanessa Grenier      |        |
| 2008 | Ottawa      | Alexandra Najarro      | Melissa Briggs     | Natasha Popova       |        |
| 2009 | Calgary     | Kaetlyn Osmond         | Kitty Qian         | Justine Gosselin     |        |
| 2010 | London      | Kimberly Moon-Chong    | Natasha Purich     | Jane Gray            |        |
| 2011 | Victoria    | Marie-Gabrielle Hémond | Ann-Sophie Gagnon  | Véronik Mallet       |        |
| 2012 | Moncton     | Madelyn Dunley         | Larkyn Austman     | Haley Sales          |        |
| 2013 | Mississauga | Zoe Gong               | Maysie Poliziani   | Julianne Delaurier   |        |
| 2014 | Ottawa      | Sarah Tamura           | Kim Decelles       | Megan Yim            |        |
| 2015 | Kingston    | Rachel Pettit          | Alicia Pineault    | Justine Brasseur     |        |
| 2016 | Halifax     | Aurora Cotop           | Olivia Gran        | Natalie D’Alessandro |        |
| 2017 | Ottawa      | Catherine Carle        | Emma Bulawka       | Elodie Adusar        | [ 96 ] |
| 2018 | Vancouver   | Amelia Orzel           | Daria Carr         | Sandrine Bouchard    | [ 97 ] |
| 2019 | Saint John  | Kaiya Ruiter           | Mélaurie Boivin    | Emily Millard        | [ 98 ] |
| 2020 | Mississauga | Amy Shao Ning Yang     | Audréanne Foster   | Lia Pereira          | [ 99 ] |

### Pary sportowe (N)
| Rok  | Miejsce     | Złoto                                   | Srebro                                       | Brąz                                                   | Źr.     |
| ---- | ----------- | --------------------------------------- | -------------------------------------------- | ------------------------------------------------------ | ------- |
| 1966 | NO          | Maureen Walker / Richard Sledowski      | Mary Jane Oke / Victor Irving                | Mary Petrie / Bob McAvoy                               | [ 30 ]  |
| 1967 | NO          | Sandra Bezic / Val Bezic                | Anne O’Neill / Fred Peddie                   | Laurie Hunt / James Allen                              | [ 30 ]  |
| 1968 | NO          | Debbie Jones / Michael Bradley          | Susan Sher / Harold Sher                     | Marian Murray / Glen Moore                             | [ 30 ]  |
| 1969 | NO          | Linda Tasker / Allen Carson             | Kathy Fahlgren / Glen Laframboise            | Deborah Heldman / Mark Linton                          | [ 30 ]  |
| 1970 | NO          | Daria Prychn / Roger Uuemae             | Nancy Gruhl / Rick Gruhl                     | Susie Zonda / Frank Nowosad                            | [ 30 ]  |
| 1971 | NO          | Marie-Ellen Souche / Bernard Suche      | Janice Maikawa / Reid MacDonald              | Carol Kreuzinger / Orin Cox                            | [ 30 ]  |
| 1972 | NO          | Cherri Pinner / Dennis Pinner           | Elaine Past / Stan Hughes                    | Kelly Hume / Dennis Johnston                           | [ 30 ]  |
| 1973 | NO          | Christine McBeth / Rob Dick             | Kelly Hume / Dennis Johnston                 | Lynne Begin / Mark Giganc                              | [ 30 ]  |
| 1974 | NO          | Janet Hominuke / Mark Hominuke          | Brenda Bridgman / Rich Petit                 | Julie Mutchen / Dennis Coi                             | [ 31 ]  |
| 1975 | NO          | Sherri Baier / Robin Cowan              | Barbara Underhill / Jim Sorochan             | Josie France / Paul Mills                              | [ 31 ]  |
| 1976 | NO          | Josie France / Paul Mills               | Lee-Ann Jackson / Rodger Collins-Wright      | Heather McGrigor / Richard Rooke                       | [ 31 ]  |
| 1977 | NO          | Lori Baier / Lloyd Eisler               | Lee-Ann Jackson / Rodger Collins-Wright      | Katherina Matousek / Brad Starchuk                     | [ 31 ]  |
| 1978 | NO          | Mary Jo Fedy / Tim Mills                | Becky Gough / Mark Rowsom                    | Vanessa Howe / Jeffrey Mawle                           | [ 31 ]  |
| 1979 | NO          | Rosemary Barth / Keith Davis            | Penny Wilson / William Thompson              | Bonnie Epp / David Howe                                | [ 31 ]  |
| 1980 | NO          | Julie Brault / Richard Gauthier         | Bonnie Epp / Leonard Austman                 | Michelle Resch / David Howe                            | [ 31 ]  |
| 1981 | NO          | Lynn Frasson / Mark Bystrek             | Chantal Poirier / Blair Matthewson           | Sandra Dennehy / Neil Tymoruski                        | [ 31 ]  |
| 1982 | NO          | Chirstine Hough / Kevin Wheeler         | Lynne Wagner / Ron Dale                      | Tammy Beleznay / Dion Beleznay                         | [ 31 ]  |
| 1983 | NO          | Penny Schultz / Scott Grover            | Isabelle Brasseur / Pascal Courchesne        | Adrian Robertson / Colin Epp                           | [ 31 ]  |
| 1984 | NO          | Denise Benning / Alan Kerslake          | Brooke Petersmeyer / Jim Blackburn           | Michelle Menzies / Marc Fiset                          | [ 31 ]  |
| 1985 | NO          | Lara Carscadden / Steve Akins           | Melanie Gaylor / Lee Barkell                 | Josée Pothier / Sylvain LeBlanc                        | [ 31 ]  |
| 1986 | NO          | Sarah Fry / Kris Wirtz                  | Stephanie LaFleur / Paul Glenn               | Cindy Landry / Sylvain Lalonde                         | [ 31 ]  |
| 1987 | NO          | Stacey Ball / Jeffrey Gavin             | Marie-Josée Fortin / Jean-Michael Bombardier | Jodi Ann Dawson / David Wood                           | [ 31 ]  |
| 1988 | NO          | Marie-Claude Savard-Gagnon / Luc Bradet | Vicki DiPaolo / Pasqual DiPaolo              | Tracey Robertson / Mark Moore                          | [ 31 ]  |
| 1989 | NO          | Sherry Ball / Chris Bourne              | Kimberly Thomson / Sean Rice                 | Patricia Cardoso / Jean-F. Côté                        | [ 31 ]  |
| 1990 | NO          | Penny Papaioannou / Raoul LeBlanc       | Shae-Lynn Bourne / Andrew Bertleff           | Jamie Salé / Jason Turner                              | [ 31 ]  |
| 1991 | NO          | Caroline Haddad / Jean-S. Fecteau       | Genevieve Courchesne / Bruno Marcotte        | Julie Laporte / David Pelletier                        | [ 31 ]  |
| 1992 | NO          | Julie Laporte / David Pelletier         | Fabiana Prudente / Dante Manocchio           | Julie Lawrenson / Shane Dennison                       | [ 31 ]  |
| 1993 | NO          | Guylaine Brasseur / Kevin Boucher       | Julie Lawrenson / Shane Dennison             | Jennifer Pregnolato / Sébastien Morin                  | [ 31 ]  |
| 1994 | NO          | Isabelle Lefebvre / Ken Mueller         | Jennifer Pregnolato / Sébastien Morin        | Genevieve Coulombe / Sacha Blanchet                    | [ 31 ]  |
| 1995 | NO          | Genevieve Coulombe / Sacha Blanchet     | Ashley Poole / Clinton Petersen              | Erin Stirling / Ryan Stirling                          | [ 31 ]  |
| 1996 | NO          | Marni Wade / Lenny Faustino             | Ashley Poole / Clinton Petersen              | Ashley Daley / Greg Moore                              | [ 31 ]  |
| 1997 | NO          | Monica Murovic / Dany Provost           | Tanith Belbin / Benjamin Barruco             | Ashley Daly / Gregory More                             | [ 31 ]  |
| 1998 | NO          | Chantal Poirier-Saykaly / David Lewin   | Marie-Eve Mailhot / Jonathan Poitras         | Lacey Nobel / David Moellenkamp                        | [ 31 ]  |
| 1999 | NO          | Jennifer Dubois / Sean Wirtz            | Kayla Gerrity / Jarvis Hetu                  | Virginia Toombs / James Johnson                        | [ 31 ]  |
| 2000 | NO          | Virginia Toombs / James Johnson         | Johanna Purdy / Kevin Maguire                | Karine Avard / Marc-Etienne Choquet                    | [ 31 ]  |
| 2001 | NO          |                                         |                                              |                                                        |         |
| 2002 | NO          |                                         |                                              |                                                        |         |
| 2003 | NO          |                                         |                                              |                                                        |         |
| 2004 | NO          |                                         |                                              |                                                        |         |
| 2005 | NO          |                                         |                                              |                                                        |         |
| 2006 | NO          |                                         |                                              |                                                        |         |
| 2007 | Brampton    | Maria Izzo / Maxime Thibault            | Sara Jones / Jeremy Sandor                   | Brittany Jones / Paul Messner                          |         |
| 2008 | Ottawa      | Zoey Brown / Ian Beharry                | Brittany Jones / Kurtis Gaskell              | Maddison Bird / Raymond Schultz                        |         |
| 2009 | Calgary     | Katherine Bobak / Matthew Penasse       | Marieve Cyr / Jean-Marie Dessaurealt-Y.      | Margaret Purdy / Michael Marinaro                      |         |
| 2010 | London      | Krystel Desjardins / Charlie Bilodeau   | Alexandra Young / Matthew Young              | Shalena Rau / Phelan Simpson                           |         |
| 2011 | Victoria    | Shalena Rau / Phelan Simpson            | Mary Orr / Anthony Furiano                   | Leah Hyslop / Bob Goodwin                              |         |
| 2012 | Moncton     | Hayleigh Bell / Alistair Sylvester      | Dylan Conway / Dustin Sherriff-Clayton       | Marie-Laurence Bradette / Felix-Antoine Garneau-Picard |         |
| 2013 | Mississauga | Rachael Dobson / Alexander Sheldrick    | Judith Murtha-Anderson / Trennt Michaud      | Taylor LeClaire / Christopher Mosert                   |         |
| 2014 | Ottawa      | Keelee Gingrich / Davin Portz           | Allison Eby / Brett Varley                   | Naomie Boudreau / Cedric Savard                        |         |
| 2015 | Kingston    | Justine Brasseur / Mathieu Ostiguy      | Olivia Boys-Eddy / Mackenzie Boys-Eddy       | Lori-Ann Matte / Thierry Ferland                       |         |
| 2016 | Halifax     | Jamie Knoblauch / Cody Wong             | Katrina Lopez / Kurtis Schreiber             | Hannah Dawson / Daniel Villeneuve                      |         |
| 2017 | Ottawa      | Chloe Panetta / Steven Lapointe         | Patricia Andrew / Paxon Knott                | Takara Dei / Josh Venema                               | [ 100 ] |
| 2018 | Vancouver   | Brooke McIntosh / Brandon Toste         | Marine Pouliot / Alexandre Simard            | Camille Perreault / Bryan Pierro                       | [ 101 ] |
| 2019 | Saint John  | Kelly Ann Laurin / Loucas Éthier        | Jamie Fournier / Gabriel Farand              | Mackenzie Ripley / Owen Brawley                        | [ 102 ] |
| 2020 | Mississauga | Lily Wilberforce / Aidan Wright         | Ashlyn Schmitz / Tristan Taylor              | Rafaëlle Nadeau / David Riccio                         | [ 103 ] |

### Pary taneczne (N)
| Rok  | Miejsce     | Złoto                                    | Srebro                                        | Brąz                                           | Źr.     |
| ---- | ----------- | ---------------------------------------- | --------------------------------------------- | ---------------------------------------------- | ------- |
| 1966 | NO          | Lynn Peckinpaugh / Michael Kostynuk      | Benita Cave / Berry Soper                     | Beth Ralbosky / Rick Dowding                   | [ 42 ]  |
| 1967 | NO          | Louise Lind / Barry Soper                | Beth Ralbosky / Richard Dowding               | Janet D'Altroy / David Porter                  | [ 42 ]  |
| 1968 | NO          | Janet D'Altroy / David Porter            | Judy Currah / Keith Caughell                  | Betsy Whitman / David Soper                    | [ 42 ]  |
| 1969 | NO          | Judy Currah / Keith Caughell             | Linda Roe / Kevin Cottam                      | Patricia LeMasters / Stephen Piluke            | [ 42 ]  |
| 1970 | NO          | Shauna McCann / Robert Weiss             | Debbie Burke / Randy Burke                    | Ginnie Grieco / John Rait                      | [ 42 ]  |
| 1971 | NO          | Ginnie Grieco / John Rait                | Debra Robertson / Greg Ladret                 | Debbie Burke / Randy Burke                     | [ 42 ]  |
| 1972 | NO          | Nicole Nadeau / Pierre Nadeau            | Suzanne Lamoureux / Paul Whiston              | Mary Perry / Allen Coombe                      | [ 42 ]  |
| 1973 | NO          | Debbie Young / Greg Young                | Joanne Sloman / Jim Szabo                     | Danielle Nadeau / Andre Nadeau                 | [ 42 ]  |
| 1974 | NO          | Sharon Sudicky / Michael de la Penotiere | Dawn Nairn / Robert Heightington              | Elizabeth Scott / Louis Nadeau                 | [ 43 ]  |
| 1975 | NO          | Julie Hammonds / Bruce Carmichael        | Marie McNeil / Rob McCall                     | Barbara Moewes / Michael Moewes                | [ 43 ]  |
| 1976 | NO          | Patricia Fletcher / Kris Barber          | Lillian Heming / Blake Miller                 | Joanne French / John Thomas                    | [ 43 ]  |
| 1977 | NO          | Marianne Van Bommel / Wayne Deweyert     | Laura King / Doug Kelly                       | Rhonda Greenwood / Jaime Greenwood             | [ 43 ]  |
| 1978 | NO          | Donna Martini / John Coyne               | Tracy Michael / Kerry Spong                   | Karen Warkentin / Leonard Warkentin            | [ 43 ]  |
| 1979 | NO          | Karen Taylor / Robert Burk               | Wendy Birch / Danny Sorley                    | Carla Holdsworth / Herb Deary                  | [ 43 ]  |
| 1980 | NO          | Karyn Garossino / Rod Garossino          | Janet Bard / John McNeil                      | Anna Griffith / Loch MacDonald                 | [ 43 ]  |
| 1981 | NO          | Deanna Poirier / Brett Schrader          | Calista Wellstead / David Scarborough         | Christine Horton / Michael Farrington          | [ 43 ]  |
| 1982 | NO          | Jo-Anne Borlase / Scott Chalmers         | Lucie Vallée / François Vallée                | Shauna Tomchuk / Alan Becken                   | [ 43 ]  |
| 1983 | NO          | Debbie Horton / Curtis Moore             | Jennifer Chow / David Chow                    | Monica Degemann / David Drezdoff               | [ 43 ]  |
| 1984 | NO          | Melanie Cole / Donald Godfrey            | Catherine Pal / Kelly Marshall                | Michele Riley / Dale Riley                     | [ 43 ]  |
| 1985 | NO          | Sheryl Baker / Derrick Gaede             | Suzanne Craig / Darren Carter                 | Margaret Trainor / Kris McCleery               | [ 43 ]  |
| 1986 | NO          | Kellie Lynn Bradshaw / Juan Carlos Noria | Chantal Loyer / Rock LeMay                    | Rhonda Machan / Ron Machan                     | [ 43 ]  |
| 1987 | NO          | Brigitte Richer / Michel Brunet          | Tamela Harris / Bill Schwalm                  | Kim Weidenbacher / Thor Weidenbacher           | [ 43 ]  |
| 1988 | NO          | Marie-France Dubreuil / Bruno Yvars      | Kimberly Popp / Frederic Schaefer             | Betty Harbaruk / Christopher McLean            | [ 43 ]  |
| 1989 | NO          | Amelie Dion / Alexandre Alain            | Martine Patenaude / Eric Massé                | Danielle Ballagh / Steve Kavanagh              | [ 43 ]  |
| 1990 | NO          | Masha Soucy / Louis-P. Poirier           | Cynthia Harper / Dean Phillips                | Taryn O’Neill / Victor Kraatz                  | [ 43 ]  |
| 1991 | NO          | Marisa Gravino / Patrice Lauzon          | Martine Michaud / Sylvain Leclerc             | Josée Piché / Pascal Denis                     | [ 43 ]  |
| 1992 | NO          | Sophie Doré / Paul Matheson              | Ann-Julie Bousquet / Eric Malouin             | Karen McRae / Chris Shantz                     | [ 43 ]  |
| 1993 | NO          | Julie Lirette / Jonathan Pankratz        | Angelic Monté / Jonathan Lapointe             | Ericka Gagné / Adam Grin                       | [ 43 ]  |
| 1994 | NO          | Amanda Cotroneo / Mark Bradshaw          | Isabelle Bourgault / Jean-Nicolas Chagnon     | Teri Ninacs / Kevin Cheshire                   | [ 43 ]  |
| 1995 | NO          | Tara Mettlewsky / Dylan Bullick          | Julie Desmarais / Jean-Nicolas Chagnon        | Laura Currie / Jeff Smith                      | [ 43 ]  |
| 1996 | NO          | Jessica Nake / Robert Kiricsi            | Sonia Francoeur / Mathieu Rainville           | Amelie Hudon-Leblanc / Danny Turpin            | [ 43 ]  |
| 1997 | NO          | Brenda Key / Ryan Smith                  | Melissa Ackad / Mathieu Rainville             | Patricia Hamelin / Jean-François Desaulniers   | [ 43 ]  |
| 1998 | NO          | Tara Schaack / Tyler Myles               | Catherine Perreault / Charles-Andre Perreault | Kristy MacCabe / Brian Innes                   | [ 43 ]  |
| 1999 | NO          | Sheri Moir / Danny Moir                  | Julie MacDonald / Michael Fawcett             | Caroline Forest / Bonard Muck                  | [ 43 ]  |
| 2000 | NO          | Lauren Flynn / Leif Gislason             | Melissa Piperno / Liam Dougherty              | Stephanie Destrempes / Mathieu Tanguay         | [ 43 ]  |
| 2001 | NO          |                                          |                                               | Alexandra Nino / Andrew Poje                   |         |
| 2002 | NO          |                                          |                                               | Tessa Virtue / Scott Moir                      |         |
| 2003 |             |                                          |                                               |                                                |         |
| 2004 | NO          |                                          |                                               |                                                |         |
| 2005 | NO          |                                          |                                               |                                                |         |
| 2006 | NO          |                                          |                                               |                                                |         |
| 2007 | Brampton    | Kharis Ralph / Asher Hill                | Maja Vermeulen / Andrew Doleman               | Natalie Feigin / Jason Cusmariu                |         |
| 2008 | Ottawa      | Olivia Nicole Martins / Alvin Chau       | Veronique de Beaumont-Boisvert / Sebastien Bu | Alexandra Paul / Jason Cheperdak               | [ 104 ] |
| 2009 | Calgary     | Carolyn MacCuish / Tyler Morris          | Élisabeth Paradis / Tristan Laliberte         | Catherine Alarie / Benjamin Brisebois Gaudreau |         |
| 2010 | London      | Kelly Oliveira / Jordan Hockley          | Edrea Khong / Edbert Khong                    | Victoria Hasegawa / Connor Hasegawa            | [ 105 ] |
| 2011 | Victoria    | Madeline Edwards / Zhao Kai Pang         | Noa Bruser / Timothy Lum                      | Mackenzie Bent / Garrett MacKeen               | [ 84 ]  |
| 2012 | Moncton     | Lauren Collins / Danny Seymour           | Melinda Meng / Andrew Meng                    | Samantha Glavine / Jeff Hough                  | [ 47 ]  |
| 2013 | Mississauga | Danielle Wu / Spencer Soo                | Brianna Delmaestro / Graeme Gordon            | Alexa Linden / Tyler Miller                    | [ 48 ]  |
| 2014 | Ottawa      | Valérie Taillefer / Jason Chan           | Hannah Whitley / Elliott Graham               | Megan Koenig-Croft / Jake Richardson           | [ 49 ]  |
| 2015 | Kingston    | Marjorie Lajoie / Zachary Lagha          | Sabrina Bédard / Zoé Duval-Yergeau            | Ellie Fisher / Parker Brown                    |         |
| 2016 | Halifax     | Olivia Han / Grayson Lochhead            | Alicia Fabbri / Claudio Pietrantonio          | Irina Galiyanova / Tommy Tang                  |         |
| 2017 | Ottawa      | Natalie D’Alessandro / Bruce Waddell     | Jade McCue / Gabriel Clemente                 | Jessica-Lee Behiel / Jackson Behiel            | [ 106 ] |
| 2018 | Vancouver   | Nadiia Bashynska / Peter Beaumont        | Miku Makita / Tyler Gunara                    | Amelia Boone / Malcolm Kowan                   | [ 107 ] |
| 2019 | Saint John  | Sophia Kagolovskaya / Kieran MacDonald   | Kiera Kam / Mathew Carter                     | Isabel McQuilkin / Jacob Portz                 | [ 108 ] |
| 2020 | Mississauga | Sandrine Gauthier / Quentin Thieren      | Emma Goodstadt / Michael Barsoum              | Mia Saunders / William Oddson                  | [ 109 ] |